# Guerra Fría
La Guerra Fría fue un enfrentamiento político, económico, social, ideológico, militar y propagandístico que tuvo lugar después de la Segunda Guerra Mundial entre dos bloques principales: Occidental (capitalista) y Oriental (comunista). Estos bloques estaban liderados por los Estados Unidos y la Unión Soviética, respectivamente. El inicio de este periodo se remonta a 1945.

Mapa del mundo durante la Guerra Fría en 1975, bajo el concepto de tres mundos:
Primer mundo: Bloque occidental liderado por Estados Unidos y aliados.
Segundo mundo: Bloque oriental liderado por la Unión Soviética y China (independiente), y sus aliados.
Tercer mundo: países no alineados o neutrales.

Después de la Segunda Guerra Mundial, los Estados Unidos temían la expansión del comunismo y buscaban frenar la influencia soviética en Europa. En 1949 crearon la alianza militar conocida como la Organización del Tratado del Atlántico Norte (OTAN). El objetivo principal de la OTAN era contrarrestar la influencia soviética y garantizar la seguridad de los países miembros.
En respuesta a la creación de la OTAN la Unión Soviética estableció el Pacto de Varsovia en 1955. Este pacto militar fue una respuesta directa al bloque occidental y buscaba fortalecer la cooperación entre los países comunistas.
A lo largo de la Guerra Fría, se produjeron varias crisis que aumentaron las tensiones entre ambos bloques. Algunas de las crisis más destacadas incluyeron el bloqueo de Berlín de 1948-1949, la segunda fase de la guerra civil china (1946-1949), la guerra de Corea (1950-1953), la crisis de Suez de 1956,  la insurrección húngara en el período del 23 de octubre al 10 de noviembre de 1956,  la crisis de Berlín de 1961 y la crisis de los misiles cubanos de 1962. 
Complementariamente al Pacto de Varsovia sus miembros constituyeron el CAME (Consejo de Ayuda Mutua Económica) y un mercado común (COMECOM). 
La Unión Soviética y Estados Unidos comenzaron a competir por la influencia en América, Oriente Próximo y los estados recién descolonizados de África y Asia, donde el comunismo tenía gran fuerza y donde se vivieron conflictos como la Emergencia Malaya o la guerra de Indochina, también conocida como guerra de Vietnam. 
Después de la crisis de los misiles cubanos, comenzó una nueva fase que vio cómo la ruptura sino-soviética —entre la República Popular China y la URSS— complicaba las relaciones dentro de la esfera comunista, mientras que Francia, aliado de los Estados Unidos, comenzó a exigir una mayor autonomía de acción, llegando incluso a abandonar la estructura militar de la OTAN. La URSS invadió Checoslovaquia para reprimir la Primavera de Praga de 1968, mientras que Estados Unidos experimentó una agitación interna del movimiento de derechos civiles y oposición a la guerra de Vietnam. En las décadas de 1960 y 1970, un movimiento internacional por la paz se arraigó entre los ciudadanos de todo el mundo. Se produjeron movimientos contra las pruebas de armas nucleares y por el desarme nuclear, con grandes protestas contra la guerra. En la década de 1970 ambos comenzaron a hacer concesiones para la paz y la seguridad, marcando el comienzo de un período de distensión (o détente) que vio las conversaciones estratégicas de limitación de armas y las relaciones de apertura de los Estados Unidos con la República Popular China como un contrapeso estratégico para la URSS.  
Simultáneamente Estados Unidos desarrolló la Doctrina de la Seguridad Nacional, para prevenir «la expansión del comunismo» y promover en América Latina, a través del Plan Cóndor, la instalación de dictaduras militares que reprimieran mediante el terrorismo de Estado, los movimientos políticos, sociales, sindicales y estudiantiles de sus habitantes. 
La fase de estabilidad se derrumbó a finales de la década con la guerra de Afganistán de 1979. La década 1980 fue otro período de tensión elevada. Estados Unidos aumentó las presiones diplomáticas, militares y económicas contra la Unión Soviética, en un momento en que esta ya sufría un estancamiento económico. A mediados de la década de 1980, el nuevo líder soviético Mijaíl Gorbachov introdujo las reformas conocidas como Glásnost (1985) y Perestroika (1987) y puso fin a la participación soviética en Afganistán. Las presiones por la soberanía nacional se fortalecieron en Europa del Este, y Gorbachov se negó a apoyar militarmente a sus gobiernos por más tiempo en la llamada Doctrina Sinatra. El resultado en el 1989 fue una ola de revoluciones que (con excepción de Rumanía) derrocó pacíficamente los gobiernos comunistas de Europa Central y Oriental. El propio Partido Comunista de la Unión Soviética (PCUS) perdió el control del territorio y fue prohibido luego de un intento fallido de golpe de Estado en agosto de 1991 contra el gobierno anticomunista de Borís Yeltsin en la RSFS de Rusia. Esto a su vez condujo a la disolución formal de la URSS en diciembre del año 1991, con la declaración de independencia de sus repúblicas constituyentes y el colapso de los gobiernos comunistas en gran parte de África y Asia.

## Origen del término
A fines de la Segunda Guerra Mundial, el escritor inglés George Orwell usó «guerra fría» como un término general en su ensayo You and the Atomic Bomb (en español, «Tú y la bomba atómica»), publicado el 19 de octubre de 1945 en el periódico británico Tribune. En un mundo amenazado por la guerra nuclear, Orwell se refirió a las predicciones de James Burnham de un mundo polarizado y escribió:

Sin embargo, mirando al mundo en su conjunto, desde hace ya muchas décadas la deriva no es hacia la anarquía, sino hacia el restablecimiento de la esclavitud [...] La teoría de James Burnham ha sido discutida ampliamente, pero pocos se han parado a sopesar sus implicaciones ideológicas, esto es, el tipo de visión del mundo, el tipo de creencias y la estructura social que es probable que se imponga en un Estado inconquistable y en constante situación de «guerra fría» con sus vecinos.

El mismo Orwell escribió en el The Observer del 10 de marzo de 1946 que «después de la conferencia de Moscú en diciembre pasado, Rusia comenzó a hacer una guerra fría contra Reino Unido y el Imperio británico».
El primer uso del término para describir específicamente la confrontación geopolítica entre la Unión Soviética y los Estados Unidos de posguerra fue en un discurso de Bernard Baruch, un financiero e influyente asesor presidencial estadounidense, el 16 de abril de 1947. En el discurso Baruch dijo: «no nos engañemos: estamos inmersos en una guerra fría». El término fue popularizado por el columnista Walter Lippmann con su libro The Cold War. Cuando se le preguntó en 1947 sobre la fuente de la expresión, Lippmann lo remontó a la guerre froide, un término francés de los años treinta.

## Antecedentes

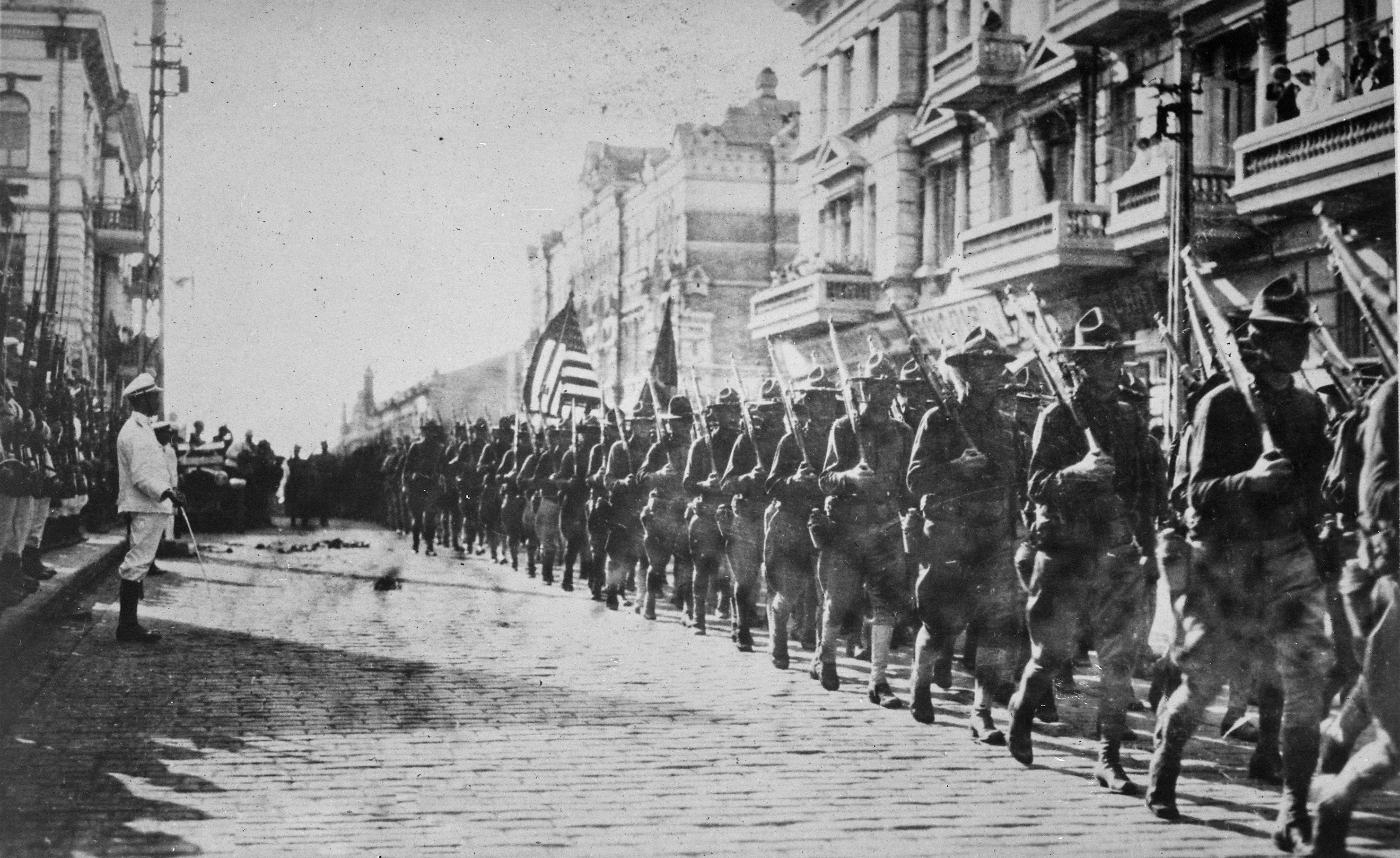
Tropas estadounidenses en Vladivostok, en agosto de 1918, durante la intervención estadounidense en la guerra civil rusa.

Existe un cierto desacuerdo sobre cuándo comenzó exactamente la Guerra Fría. Mientras que la mayoría de historiadores sostienen que empezó nada más acabar la Segunda Guerra Mundial, otros afirman que los inicios de la Guerra Fría se remontan al final de la Primera Guerra Mundial, en las tensiones que se produjeron entre el Imperio ruso, por un lado, y el Imperio británico y Estados Unidos, por el otro. El choque ideológico entre el comunismo y el capitalismo empezó en 1917, tras el triunfo de la Revolución rusa, de la que Rusia emergió como el primer país socialista. Este fue uno de los primeros eventos que provocó erosiones considerables en las relaciones ruso-estadounidenses.
Algunos eventos previos al final de la I Guerra Mundial fomentaron las sospechas y recelos entre soviéticos y estadounidenses: la idea bolchevique en el cual el capitalismo debía ser derribado por la fuerza para ser reemplazado por un sistema comunista, la retirada rusa de la I Guerra Mundial tras la firma del Tratado de Brest-Litovsk con el Segundo Reich, la intervención estadounidense en apoyo del Movimiento Blanco durante la guerra civil rusa y el rechazo estadounidense a reconocer diplomáticamente a la Unión Soviética hasta 1933. Junto a estos diferentes acontecimientos durante el periodo de entreguerras agudizaron las sospechas: Acuerdos de Múnich, y la firma del pacto antikomintern esos dos son antecedentes de alianzas anticomunistas previas a la OTAN, la firma del Tratado de Rapallo y del Pacto germano-soviético de no agresión son otros ejemplos.

### Segunda Guerra Mundial y la posguerra (1939-1947)
Para las etapas finales de la Segunda Guerra Mundial, los soviéticos comienzan a sospechar que británicos y estadounidenses (y viceversa), quienes habían optado por dejar a los rusos el grueso del esfuerzo bélico, forjarían una unión contra los soviéticos (Operación Impensable) una vez que la guerra estuviera decidida a favor de los Aliados, para forzar a la Unión Soviética a firmar un tratado de paz ventajoso para los intereses occidentales. Estas sospechas minaron las relaciones entre los aliados durante la fase final de la contienda.
Los Aliados no estaban de acuerdo en cómo deberían dibujarse las fronteras europeas tras la guerra. El modelo estadounidense de estabilidad se basaba en la instauración de gobiernos y mercados económicos parecidos al estadounidense (capitalista), y la creencia de que los países así gobernados acudirían a organizaciones internacionales, como la recién creada ONU, para arreglar sus diferencias.
Sin embargo, los soviéticos creían que la estabilidad habría de basarse en la integridad de las propias fronteras de la Unión Soviética. Este razonamiento nace de la experiencia histórica de los rusos, que habían sido invadidos desde el Oeste durante los últimos ciento cincuenta años. El daño sin precedentes infligido a la Unión Soviética durante la invasión nazi (alrededor de veintisiete millones de muertos y una destrucción generalizada y casi total del territorio invadido) conminó a los líderes soviéticos a asegurarse de que el nuevo orden europeo posibilitara la existencia a largo plazo del régimen soviético, y que este objetivo solo podría conseguirse mediante la eliminación de cualquier gobierno hostil a lo largo de la frontera occidental de la Unión, y el control directo o indirecto de los países limítrofes a esta frontera, para evitar la aparición de fuerzas hostiles en estos países.

#### Las conferencias

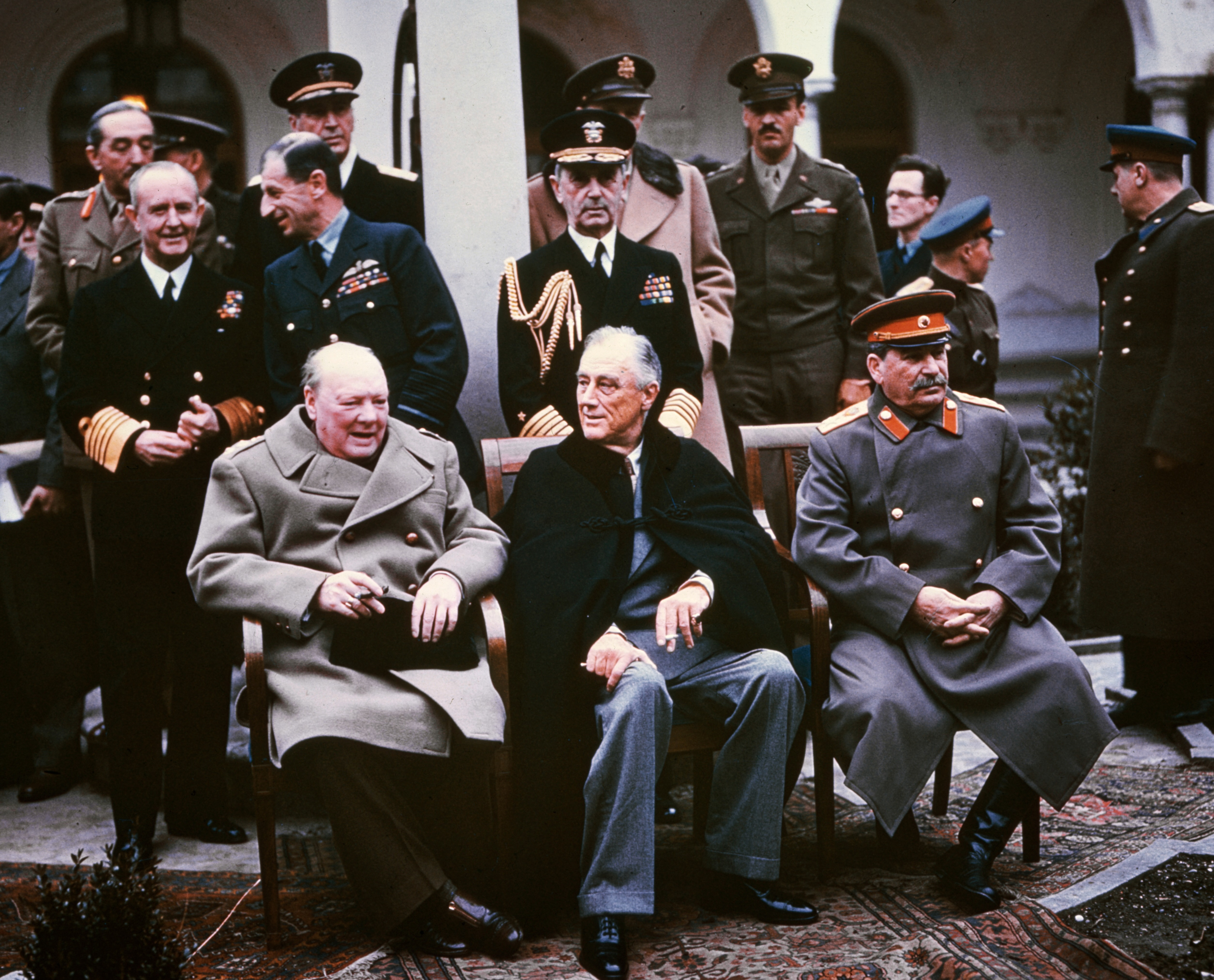
Los «Tres Grandes» durante la Conferencia de Yalta: Winston Churchill, Franklin D. Roosevelt y Iósif Stalin.

Durante la Conferencia de Yalta, en febrero de 1945, los aliados trataron de crear un marco sobre el que trabajar en la reconstrucción de la Europa de la posguerra, pero no se llegó a ningún consenso. Tras el fin de la Segunda Guerra Mundial en Europa, los soviéticos ocuparon de facto las zonas de la Europa del Este que habían defendido, mientras que las fuerzas estadounidenses y sus aliados se mantenían en la Europa Occidental. En el caso de la Alemania ocupada, se crearon las zonas de ocupación aliada en Alemania y una difusa organización cuatripartita compartida con franceses y británicos. Para el mantenimiento de la paz mundial, los aliados crearon las Naciones Unidas, pero su capacidad de actuación estaba limitada por el Consejo de Seguridad, en el que las potencias victoriosas de la Segunda Guerra Mundial se aseguraron el poder de vetar aquellas acciones contrarias a sus intereses. La ONU se convirtió así durante sus primeros años en un foro donde las potencias se enzarzaban en luchas retóricas, y que los soviéticos utilizaban con fines propagandísticos.
En la Conferencia de Potsdam, iniciada a finales de julio de 1945, emergieron las primeras diferencias relevantes acerca de Alemania y la Europa del Este; Los participantes de la conferencia no ocultaron sus antipatías, y el uso de un lenguaje belicoso confirmó las intenciones mutuamente hostiles que defendían cada vez con más ahínco. Durante esta conferencia, Truman informó a Stalin que los Estados Unidos habían creado una nueva arma. Stalin, que ya estaba al tanto de los avances estadounidenses en el desarrollo de la bomba atómica, expresó su deseo de que aquella nueva arma fuera usada contra Japón. Una semana después de finalizar la conferencia, los Estados Unidos lanzaron la bomba atómica sobre Hiroshima y Nagasaki.

### El Telón de Acero
En febrero de 1946, George Kennan escribió desde Moscú el conocido como Telegrama Largo, en el que se apoyaba una política de inflexibilidad con los soviéticos, y que se convertiría en una de las teorías básicas de los estadounidenses durante el resto de la Guerra Fría. En septiembre de ese mismo año, los soviéticos respondieron con otro telegrama firmado por Nikolái Vasílievich Novikov, aunque escrito junto con Viacheslav Mólotov; en este telegrama se sostenía que Estados Unidos usaba su monopolio en el mundo capitalista para desarrollar una capacidad militar que creara las condiciones para la consecución de la supremacía mundial a través de una nueva guerra.
Semanas después de la recepción del «Telegrama Largo», el primer ministro británico Winston Churchill pronunció su famoso discurso sobre la Cortina de Hierro o Telón de Acero en una Universidad de Misuri. El discurso trataba de promover una alianza anglo-estadounidense contra los soviéticos, a los que acusó de haber creado una «cortina de hierro» (iron curtain) desde Szczecin, en el Báltico, a Trieste, en el Adriático.

## De la teoría de la contención a la guerra de Corea (1947-1953)
Hacia 1947, los consejeros del presidente estadounidense Harry S. Truman le urgieron a tomar acciones para contrarrestar la creciente influencia de la Unión Soviética, citando los esfuerzos de Stalin para desestabilizar los Estados Unidos y azuzar las rivalidades entre los países capitalistas con el fin de provocar una nueva guerra.
En Asia, el ejército comunista chino había ocupado Manchuria durante el último mes de la Segunda Guerra Mundial y se preparaba para invadir la península coreana más allá del paralelo 38. Finalmente, el ejército comunista de Mao Zedong, aunque fue poco receptivo a la escasa ayuda soviética, consiguió derrotar al prooccidental ejército nacionalista chino (Kuomintang), apoyado por Estados Unidos.

### Europa
Desde finales de la década de 1940, la Unión Soviética consiguió instaurar gobiernos marioneta en Bulgaria, Checoslovaquia, Hungría, Polonia, Rumanía y Alemania Oriental, lo que le permitió mantener una fuerte presencia militar en estos países. En febrero de 1947, el gobierno británico anunció que no podía seguir financiando al régimen militar griego contra los insurgentes comunistas en el contexto de la guerra civil griega. El gobierno estadounidense puso en práctica por primera vez la Teoría de la Contención, que tenía como objetivo frenar la expansión comunista, especialmente en Europa. Truman enmarcó esta teoría dentro de la Doctrina Truman, dada a conocer a través de un discurso del presidente en el que se definía el conflicto entre capitalistas y comunistas como una lucha entre «pueblos libres» y «regímenes totalitarios».

#### El Plan Marshall

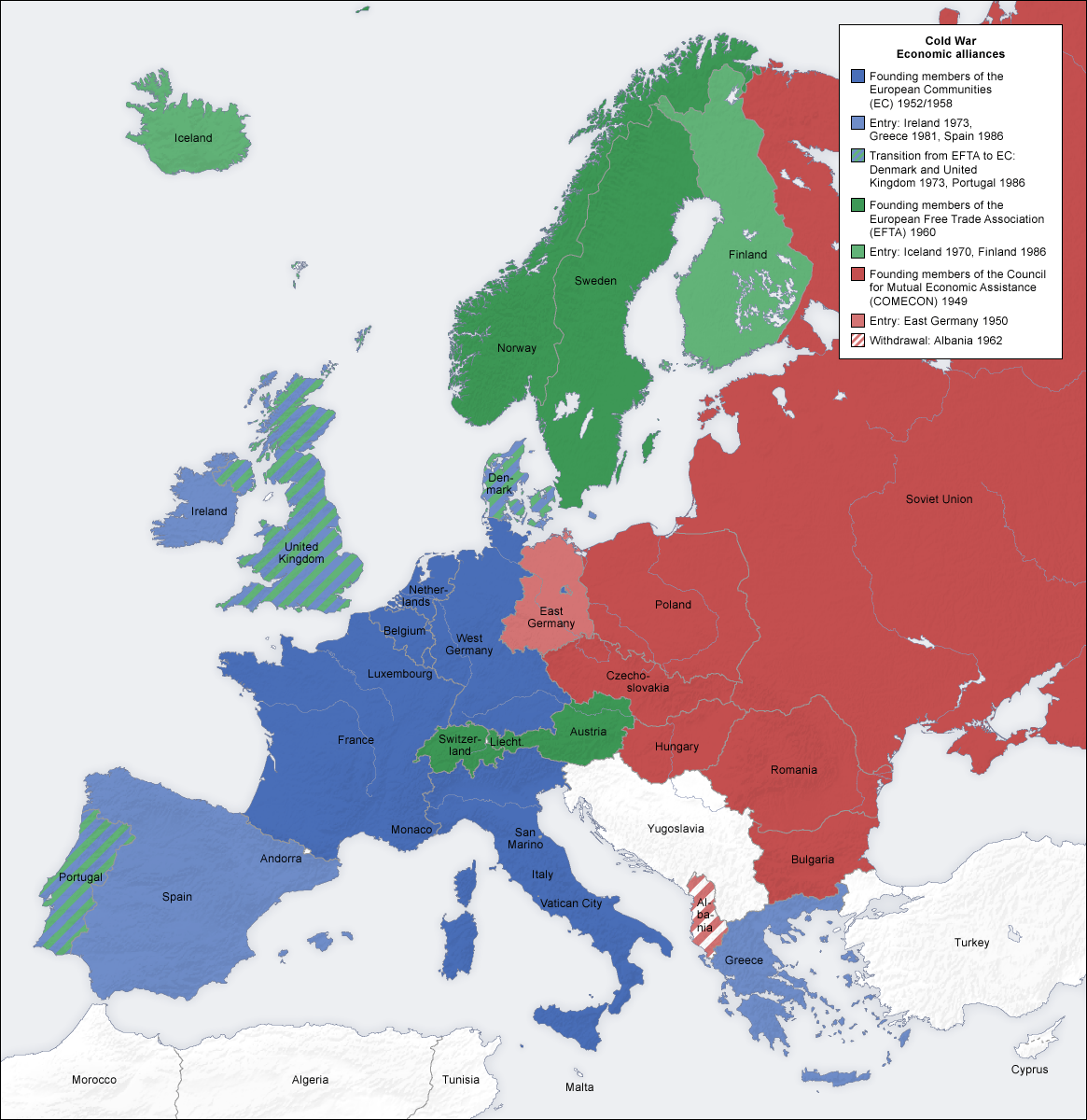
Alianzas económicas en Europa (1949-1989)

En Estados Unidos, se extendió la idea de que el equilibrio de poder en Europa no se alcanzaría solo por la defensa militar del territorio, sino que también se necesitaba atajar los problemas políticos y económicos para evitar la caída de la Europa Occidental en manos comunistas. Sobre la base de estas ideas, la Doctrina Truman sería complementada en junio de 1947 con la creación del Plan Marshall, un plan de ayudas económicas destinado a la reconstrucción de los sistemas político-económicos de los países europeos y, mediante el afianzamiento de las estructuras económicas capitalistas y el desarrollo de las democracias parlamentarias, frenar el posible acceso al poder de partidos comunistas en las democracias occidentales europeas (como en Francia o Italia). Asimismo, el Plan Marshall contribuyó a la remodelación de numerosas ciudades europeas que habían quedado destruidas por la Segunda Guerra Mundial.
Stalin vio en el Plan Marshall una táctica estadounidense para mermar el control soviético sobre la Europa Oriental. Creyó que la integración económica de ambos bloques permitiría a los países bajo órbita soviética escapar del control de Moscú, y que el Plan no era más que una manera que tenían los EE. UU. para «comprar» a los países europeos. Por lo tanto, Stalin prohibió a los países de la Europa Oriental participar en el Plan Marshall. A modo de remiendo, Moscú creó una serie de subsidios y canales de comercio conocidos primero como el Plan Molotov, que poco después se desarrollaría dentro del COMECON. Stalin también se mostró muy crítico con el Plan Marshall porque temía que dichas ayudas provocaran un rearme de Alemania, que fue una de sus mayores preocupaciones respecto al futuro de Alemania tras la guerra. Y parte de su control hacia la parte oriental.

#### El bloqueo de Berlín
En 1948 como represalia por los esfuerzos de Estados Unidos por reconstruir la economía alemana, Stalin, quien temía que la población del Sector Soviético de Alemania se posicionase a favor del Bloque capitalista, cerró las vías terrestres de acceso a Berlín Oeste, imposibilitando la llegada de materiales y otros suministros a la ciudad. Este hecho, conocido como el bloqueo de Berlín, precipitó una de las mayores crisis de principios de la Guerra Fría.
El puente aéreo organizado por Estados Unidos y el Reino Unido, destinado a proveer de suministros al bloqueado sector occidental de la ciudad, superó todas las previsiones, desbaratando la suposición soviética de que el sector occidental se rendiría ante el oriental por falta de suministros. Finalmente el bloqueo se levantó pacíficamente. Ambos bandos usaron este bloqueo con fines propagandísticos: los soviéticos para denunciar el supuesto rearme de Alemania favorecido por Estados Unidos, y los estadounidenses para explotar su imagen de benefactores. El mejor ejemplo de esto fue la llamada Operación Little Vittles, donde los aviones que contrarrestaban el bloqueo de Berlín lanzaron dulces entre los niños berlineses.
En julio, el presidente Truman anula el Plan Morgenthau, una serie de proposiciones acordadas con los soviéticos tras el fin de la guerra, que imponía severas condiciones a la reconstrucción alemana (entre ellas, la prohibición explícita de que los EE. UU. facilitaran ayudas a la reconstrucción del sistema económico alemán). Este plan fue sustituido por una nueva directiva (llamada JSC 1779) mucho más benévola con la reconstrucción alemana, y que enfatizaba la necesidad de crear una Alemania económicamente fuerte y estable para conseguir la prosperidad en toda Europa.

#### Kominform
En septiembre los soviéticos crean el Kominform, una organización cuyo propósito era mantener la ortodoxia ideológica comunista dentro del movimiento comunista internacional. En la práctica, se convirtió en un mecanismo de control sobre las políticas de los estados satélite soviéticos, coordinando el ideario y las acciones de los partidos comunistas del bloque del Este. El Kominform tuvo que hacer frente a una inesperada oposición cuando, en junio del siguiente año, la ruptura Tito-Stalin obligó a expulsar a Yugoslavia de la organización, que mantuvo un gobierno comunista, pero se identificó como un país neutral dentro de la Guerra Fría. Junto con el Kominform, la policía secreta soviética, el NKVD, se ocupaba de mantener una red de espionaje en los países satélite bajo el pretexto de acabar con elementos anticomunistas. El NKVD (y sus sucesores) acabaron por convertirse en organizaciones parapoliciales encargadas de sesgar cualquier intento de alejarse de la órbita de Moscú y la ortodoxia soviético-comunista (ortodoxia: Conformidad con los principios de una doctrina o con las normas o prácticas tradicionales, aceptadas por la mayoría como las más adecuadas en un determinado ámbito).

#### La OTAN

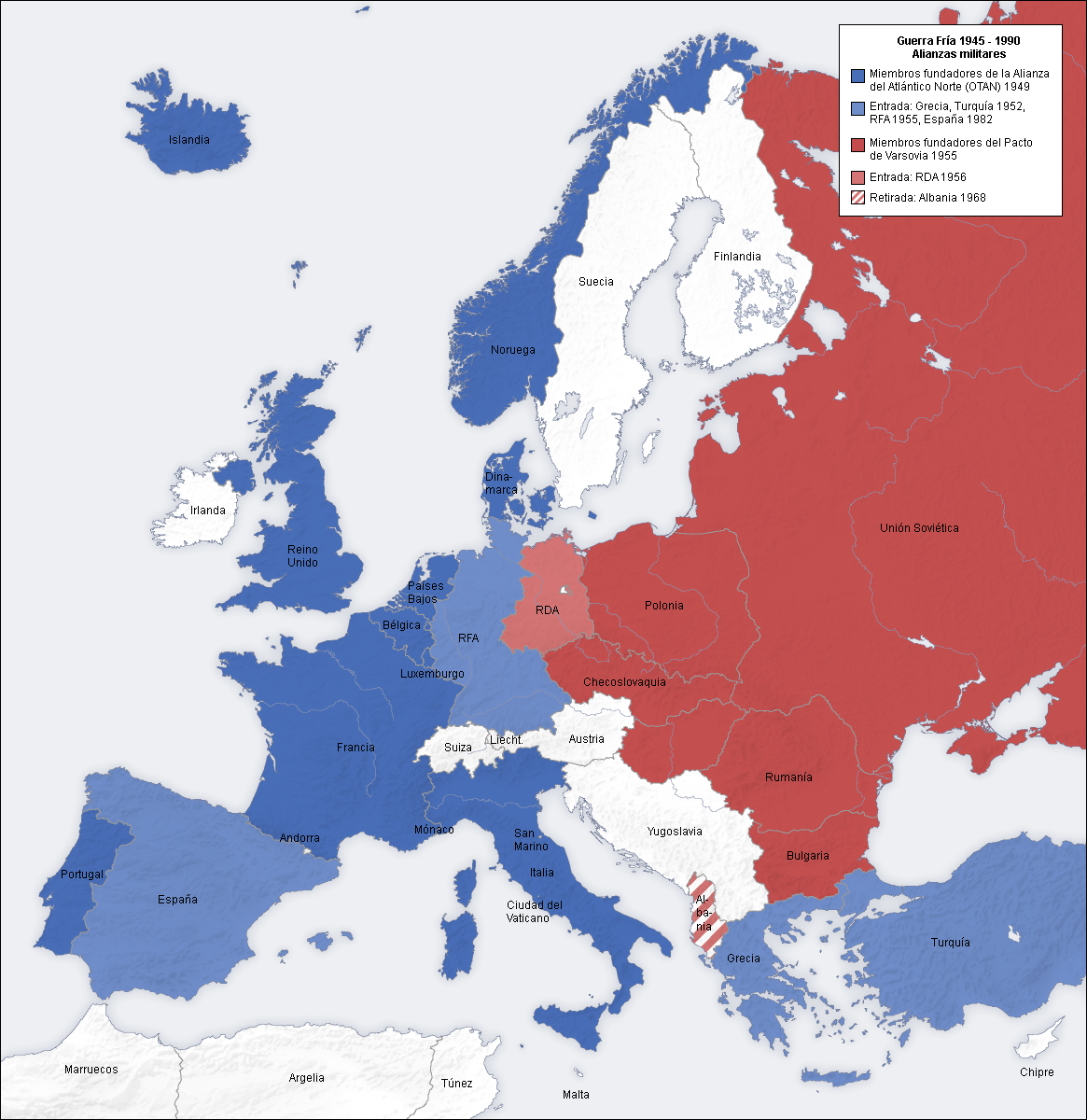
Alianzas militares en Europa (1949-1989)

En abril de 1949 se constituye la OTAN, con lo que los Estados Unidos tomaron formalmente la responsabilidad de defender la Europa Occidental, junto a los países europeos que se adhirieron a la OTAN. En agosto de ese año, la Unión Soviética detona su primera bomba atómica.
En mayo de 1949, se establece la República Federal de Alemania como producto de la fusión de las zonas de ocupación aliada. Como réplica, en octubre de ese año, los soviéticos proclaman su zona de ocupación como la República Democrática Alemana. Desde el inicio de la existencia de la RFA, Estados Unidos ayuda a su desarrollo militar. Para evitar que la RFA acabe por convertirse en miembro de la OTAN, el primer ministro soviético, Lavrenti Beria, propone fusionar ambos países en una sola Alemania que se mantendría neutral. La proposición no salió adelante y en 1955 se admite a la RFA como miembro de la OTAN.

### Asia
Dentro de esta estrategia de generalización de la «contención», el teatro de operaciones se amplió de Europa a Asia, África y América Latina, con la intención de detener los movimientos revolucionarios, muchas veces financiados desde la Unión Soviética, como ocurría en el caso de las excolonias europeas del Sudeste Asiático. A principios de la década de 1950, los EE. UU. formalizaron alianzas militares con Japón, Australia, Nueva Zelanda, Tailandia y Filipinas (alianzas englobadas en el ANZUS y el SEATO), garantizando a Estados Unidos una serie de bases militares a lo largo de la costa asiática del Pacífico.

#### Irán
En otoño de 1945 la Unión Soviética se negó a evacuar sus tropas del Azerbaiyán iraní, ocupado desde la Invasión anglosoviética de Irán en 1941 y donde el partido comunista Tudeh mantenía una república con gobierno propio. Debido a la influencia del Tudeh se declaró una huelga general en la refinería de Abadán, de la Anglo-Iranian Oil Company (anteriormente Anglo-Persian Oil Company). El gobierno se mantuvo firme y en octubre de 1946 caía Azerbaiyán. En enero de 1948 se suspendió la ley marcial tras siete años de aplicación. El 4 de febrero de 1949 se prohibió el Tudeh tras sufrir un atentado el sah Mohammad Reza Pahleví.

#### Guerra civil china
En 1949, el Ejército Rojo de Mao Zedong se proclama vencedor de la guerra civil china tras derrotar a los nacionalistas del Kuomintang, que contaban con el respaldo de Estados Unidos. Inmediatamente, la Unión Soviética establece una alianza con los vencedores, que habían creado un nuevo Estado comunista con la denominación de República Popular China. Al coincidir en el tiempo la Revolución China con la pérdida del monopolio atómico de Estados Unidos (tras el inesperado éxito del RDS-1), la administración del presidente Truman trató de generalizar la Teoría de la Contención. En un documento secreto fechado en 1950 (conocido como el NSC-68) la administración de Truman proponía reforzar los sistemas de alianzas prooccidentales y cuadruplicar los gastos en Defensa.

#### Guerra de Corea

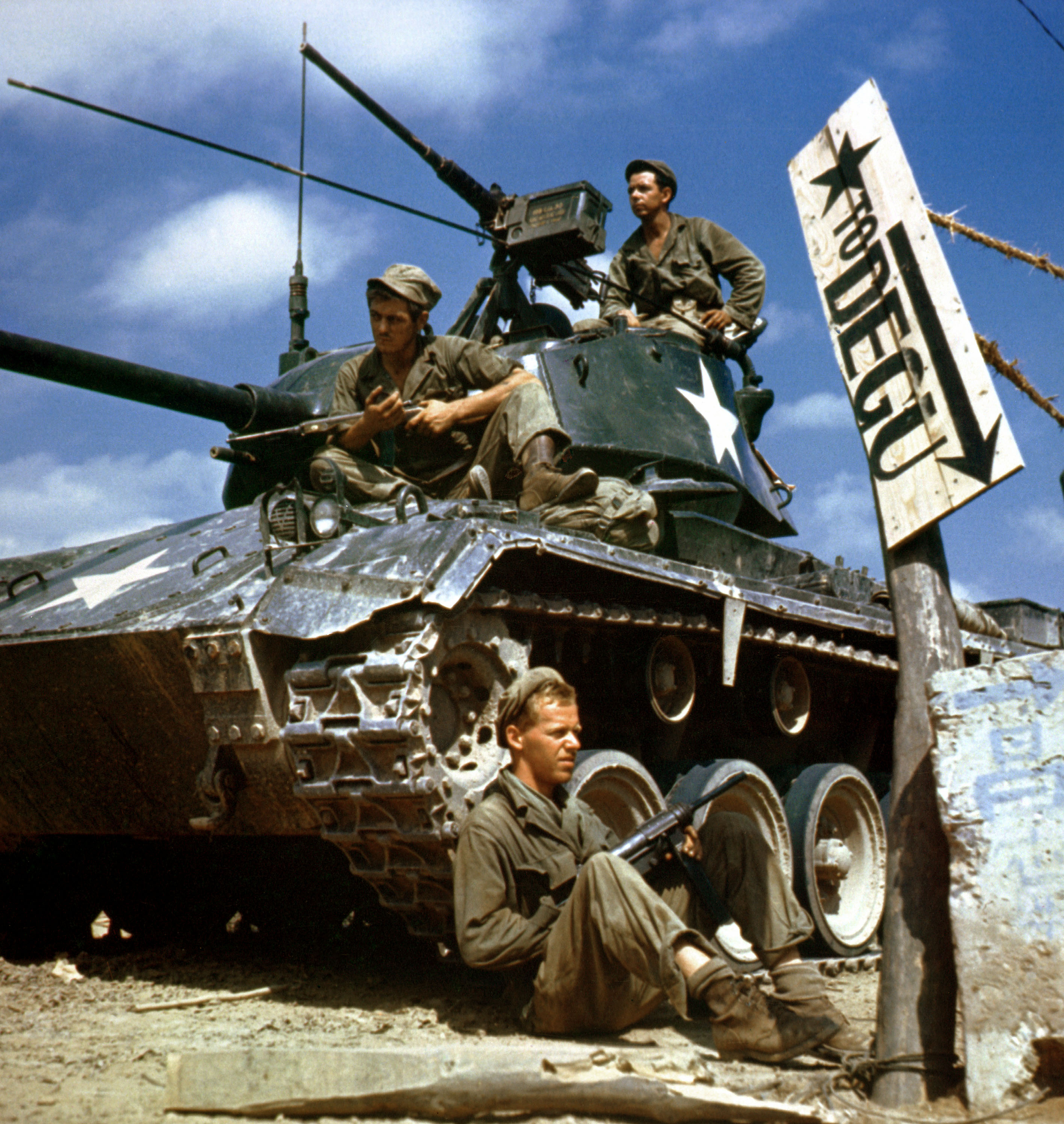
Tripulación de un tanque M-24 estadounidense en las cercanías del Río Nakdong.

Uno de los ejemplos más significativos de la implementación de la contención fue la intervención estadounidense en la guerra de Corea. En junio de 1950, después de años de hostilidades mutuas, Corea del Norte, gobernada por Kim Il-sung invadió Corea del Sur a través del Paralelo 38. Stalin había sido reacio a apoyar la invasión, pero finalmente envió asesores y pilotos. Para sorpresa de Stalin, las Resoluciones 82 y 83 del Consejo de Seguridad de las Naciones Unidas respaldaron la defensa de Corea del Sur, aunque los soviéticos estaban boicoteando reuniones en protesta por el hecho de que la República de China (Taiwán), no la República Popular de China, tenía un asiento permanente en el consejo. Una fuerza de la ONU de dieciséis países se enfrentó a Corea del Norte, aunque el 40 % de las tropas eran surcoreanas, y alrededor del 50 % eran de los Estados Unidos.
Estados Unidos inicialmente parecía seguir la contención cuando entró por primera vez en la guerra. Esto dirigió la acción de los EE. UU. Para hacer retroceder a Corea del Norte a través del paralelo 38 y restaurar la soberanía de Corea del Sur, permitiendo la supervivencia de Corea del Norte como estado. Sin embargo, el éxito del desembarco de Inchon inspiró a los Estados Unidos y las Naciones Unidas a adoptar una estrategia de reversión y derrocar a Corea del Norte comunista, lo que permitió elecciones a nivel nacional bajo los auspicios de la ONU. El general Douglas MacArthur avanzó a través del paralelo 38 hasta Corea del Norte. Los chinos, temerosos de una posible presencia estadounidense en su frontera o incluso de una invasión de ellos, enviaron al Ejército Popular de Liberación y derrotaron a las fuerzas de la ONU, empujándolos nuevamente por debajo del paralelo 38. Truman insinuó públicamente que podría usar la bomba atómica, pero Mao no se conmovió. El episodio se usó para apoyar la sabiduría de la doctrina de la contención en oposición al retroceso. Los comunistas fueron empujados más tarde alrededor de la frontera original, con cambios mínimos. Entre otros efectos, la guerra de Corea impulsó a la OTAN a desarrollar una estructura militar unificada.

## Del aumento de las tensiones a la crisis de Cuba (1953-1962)
En 1953 se produjeron cambios en el liderazgo político de ambos bandos, que dieron comienzo a una nueva fase en la Guerra Fría. En enero de 1953, Dwight D. Eisenhower fue investido presidente de EE. UU. Durante los últimos meses de la administración Truman, el presupuesto para Defensa se había cuadruplicado; Eisenhower pretendió reducir el gasto militar apoyándose en la superioridad nuclear estadounidense y en una gestión más efectiva de las situaciones provocadas por la Guerra Fría.
En marzo, muere Stalin, y Nikita Jrushchov se convierte en el nuevo líder de la Unión Soviética, tras haber depuesto y ejecutado al jefe de la NKVD, Lavrenti Beria, y finalmente al apartar del poder a Georgy Malenkov y Vyacheslav Molotov. El 25 de febrero de 1956, Jrushchov impresionó a los delegados del XX Congreso del PCUS al denunciar los crímenes cometidos por Stalin durante su discurso Acerca del culto a la personalidad y sus consecuencias. En el discurso se sostenía que la única manera de conseguir una reforma exitosa era siendo conscientes de los errores cometidos en el pasado apartándose de las políticas llevadas a cabo por Stalin.

### Ruptura chino-soviética
Tras el cambio de líder en la Unión Soviética se produjeron numerosas fricciones con algunos de los aliados soviéticos más proclives al estalinismo o a la figura de Stalin. La más notable de estas discrepancias entre países comunistas se plasmó en la ruptura de la alianza chino-soviética. Mao Tse Tung defendió la figura de Stalin tras la muerte de este en 1953, y describió a Jrushchov como un arribista superficial, acusándolo de haber perdido el perfil revolucionario del Estado.
Jrushchov se obcecó en reconstruir la alianza chino-soviética, pero Mao consideró que sus propuestas eran inútiles y descartó cualquier tipo de proposición. Chinos y soviéticos comenzaron un despliegue propagandístico dentro de la propia esfera comunista que acabaría convirtiéndose en una lucha por el liderazgo del movimiento comunista internacional, hasta llegar tres años más tarde al enfrentamiento militar directo en la frontera que ambas potencias compartían.

### Aumento de las tensiones

Mapa de los firmantes del Pacto de Varsovia.

El 18 de noviembre de 1956, durante un discurso frente a embajadores del bloque occidental en la embajada de Polonia, Jrushchov pronunció unas polémicas palabras que impresionaron a los presentes: «Os guste o no, la Historia está de nuestro lado. ¡Os enterraremos!» Sin embargo, posteriormente aclaró que no se refería a la posibilidad de una guerra nuclear, sino a la inevitabilidad histórica de la victoria del comunismo sobre el capitalismo.
El Secretario de Estado de Eisenhower, John Foster Dulles, inició un nuevo giro en la Teoría de la Contención al enfatizar en el posible uso de armas nucleares contra los enemigos de EE. UU. Agregó al discurso clásico de la «contención» un nuevo punto de apoyo al anunciar la posibilidad de una «represalia masiva», haciendo entender que cualquier agresión soviética sería respondida con todos los medios necesarios. Esta nueva teoría se puso en práctica durante la crisis de Suez, donde la superioridad nuclear de Estados Unidos, junto con la amenaza de usarla, retrajo a los soviéticos de comenzar una batalla abierta contra intereses estadounidenses.
Desde 1957 hasta 1961, Jrushchov mostró abiertamente su confianza en la superioridad nuclear de la Unión Soviética. Afirmaba que la capacidad destructiva de los misiles de la Unión Soviética era muy superior a la de Estados Unidos y que podrían alcanzar cualquier ciudad estadounidense o europea. Sin embargo, Jrushchov rechazaba la visión de Stalin de una guerra inevitable y declaró que su intención era abrir una nueva época de coexistencia pacífica. Jrushchov trató de reformular la idea soviético-estaliniana, según la cual la lucha de clases a nivel mundial provocaría inevitablemente una gran guerra entre proletarios y capitalistas cuyo resultado final sería el triunfo del Comunismo. Jrushchov arguyó que la guerra era evitable, pues durante el tiempo de paz el capitalismo se colapsaría por sí mismo, mientras que la paz dejaba tiempo y recursos disponibles para mejorar la capacidad económico-militar de la Unión Soviética. Los EE. UU. se defendían mostrando su capacidad militar fuera de sus fronteras y el éxito del capitalismo liberal en todo el mundo. A pesar del discurso de Kennedy que caracterizó a la Guerra Fría como una «lucha por las mentes de los hombres» entre dos sistemas de organización social, a mediados de la década de 1960 la lucha ideológica había quedado apartada frente a los objetivos geopolíticos de carácter militar y económico.

### Estancamiento de la situación en Europa
Aunque ciertamente hubo una transitoria relajación de las tensiones tras la muerte de Stalin en 1953, la situación en Europa seguía siendo incómoda, con ambos bandos fuertemente armados, pero sin movimientos aparentes. Las tropas estadounidenses seguían apostadas indefinidamente en la Alemania del Oeste y las tropas soviéticas continuaban estacionadas indefinidamente por toda la Europa del Este.
Para contrarrestar el rearme de la Alemania Occidental tras su entrada en la OTAN, los países de la órbita soviética sellaron una alianza militar conocida como el Pacto de Varsovia en 1955. Sin embargo, este movimiento fue más político que estratégico, pues la Unión Soviética ya había construido una red de defensa mutua con todos sus satélites antes incluso de que se formara la OTAN en 1949.
Así, el status quo de Europa se mantuvo inalterado. Los soviéticos reprimieron la Revolución Húngara de 1956 sin que ninguna de las potencias occidentales tratara de movilizar su ejército contra la invasión del Pacto de Varsovia en suelo húngaro. Igualmente, la ciudad de Berlín continuó dividida y disputada.

#### Berlín
Durante noviembre de 1958, Jrushchov trató de desmilitarizar la ciudad de Berlín. Planteó a estadounidenses, británicos y franceses abandonar sus respectivas zonas de ocupación bajo la amenaza de transferir el control de los accesos de las potencias occidentales a la Alemania Oriental (lo que significaría el aislamiento del sector occidental de Berlín). La OTAN rechazó el ultimátum y a mediados de diciembre, Jrushchov abandonó la idea a cambio de una conferencia en Ginebra para dilucidar la cuestión berlinesa.

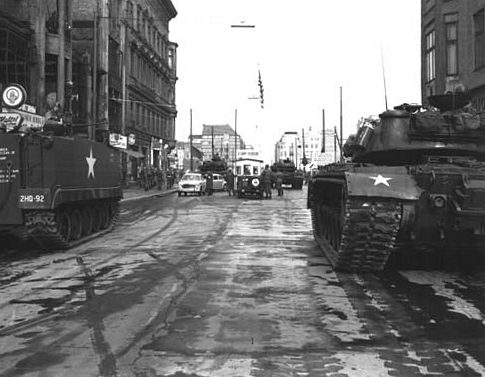
Tanques soviéticos enfrentados a tanques estadounidenses en el Checkpoint Charlie, durante la crisis de 1961.

La última gran crisis de la ciudad se vivió en 1961. Desde principios de la década de 1950, la Unión Soviética y después sus estados satélite comenzaron a restringir fuertemente los movimientos migratorios. A pesar de ello, cientos de miles de alemanes orientales conseguían emigrar a Alemania Occidental a través del agujero en la frontera que existía en la ciudad de Berlín, donde la circulación entre sectores orientales y occidentales era libre, creando así un trampolín para la emigración a Europa Occidental.
Esta facilidad provocó una masiva fuga de cerebros de Alemania Oriental hacia Alemania Occidental de jóvenes cualificados: en 1961, el 20 % de la población activa en territorio oriental había emigrado a occidente. En julio de ese año, la Unión Soviética volvió a plantear como ultimátum el abandono de la ciudad de todas las potencias ocupantes y la devolución de las zonas ocupadas de Berlín Occidental a Alemania Oriental, con lo que el agujero fronterizo sería eliminado. Las potencias occidentales hicieron caso omiso del ultimátum.
Dos meses después del ultimátum soviético, Alemania Oriental comenzó la construcción de una barrera de cemento y alambre que separaba físicamente ambas zonas de la ciudad berlinesa, impidiendo la libre circulación entre las zonas oriental y occidental. La barrera fue creciendo hasta convertirse en el Muro de Berlín.

### La descolonización
Aprovechando la aceleración de la descolonización durante la década de 1950 y primeros años de 1960, tanto EE. UU. como la Unión Soviética compitieron por aumentar su influencia en los países descolonizados. Además, desde el punto de vista soviético, la desaparición de los grandes imperios coloniales era una señal inequívoca de la victoria de la ideología comunista. Los movimientos nacionalistas en algunos países (especialmente en Guatemala, Irán, Filipinas e Indochina) fueron iniciados o apoyados en muchos casos por grupos comunistas autóctonos —o, equívocamente, fue la idea más extendida entre los aliados Occidentales—.
En este contexto, los EE. UU. usaron a la CIA para derrocar a ciertos gobiernos y favorecer a otros. La CIA tuvo un papel clave en el derrocamiento de países sospechosos de ser procomunistas, como en el caso del primer gobierno electo democráticamente en Irán (Operación Ajax) en 1953 y la caída de Jacobo Arbenz Guzmán tras el Golpe de 1954 en Guatemala. A su vez, EE. UU. trató de ayudar a gobiernos amigos con ayuda económica y militar, como en el caso de Vietnam del Sur.
La mayoría de naciones y gobiernos surgidos tras la descolonización en Asia, África y América Latina trataron de zafarse de la presión de elegir el bando procapitalista o procomunista. En 1955, durante la Conferencia de Bandung, decenas de países del Tercer Mundo acordaron mantenerse al margen de la dinámica de la Guerra Fría. Este consenso se plasmó en la creación del Movimiento de Países No Alineados en 1961. Como resultado de la aparición de un nuevo factor en la Guerra Fría, estadounidenses y soviéticos moderaron sus políticas y trataron de acercarse a estos nuevos países neutrales (sobre todo en caso de países clave como India o Egipto) de una manera menos agresiva que la sostenida hasta entonces. Los movimientos nacionalistas e independentistas consiguieron así crear un nuevo escenario más plural, superando la confrontación bipolar de la posguerra, y crearon las bases para las reivindicaciones nacionalistas en Asia y América Latina.
Además, la descolonización no solo implicó una ruptura con los antiguos imperios europeos, sino también una redefinición del orden internacional. Los nuevos Estados-nación exigieron una voz activa en organismos multilaterales y promovieron principios como la autodeterminación, el no alineamiento y el anticolonialismo, lo que contribuyó a un cambio en la historia del mundo y el desarrollo humano. 

### Carrera armamentista

Número de cabezas nucleares de ambas superpotencias. Obsérvese la abrupta escalada alrededor de la década de 1960.

Al terminar la Segunda Guerra Mundial, las dos potencias vencedoras disponían de una enorme variedad de armas, muchas de ellas desarrolladas y mejoradas durante el conflicto. Tanques, aviones, submarinos y otros avanzados diseños de navíos de guerra, constituían las llamadas armas convencionales. No obstante, la desigualdad resultaba patente, o por lo menos eso les parecía a los estadistas. Antes de la Segunda Guerra Mundial, la Unión Soviética contaba con el mismo número de carros de combate que el resto de las naciones juntas, y superaba en aviones de combate, al conjunto de todas las demás fuerzas aéreas.
Después del conflicto, la diferencia numérica no era tan abrumadora, pero aún resultaba ostentosa. Sin embargo, su flota no podía competir en condiciones de igualdad con la de Estados Unidos. Tras la batalla de Midway quedó demostrada la importancia del avión naval de ataque y el portaaviones en los conflictos marítimos. La armada soviética disponía de muchos menos barcos de este tipo que la estadounidense, y además, sus naves eran de menor tamaño, y no disponían de cubierta corrida para operar dos aeronaves simultáneamente, por lo que su inferioridad resultaba manifiesta. Para la Unión Soviética, más problemático aún que la falta de portaaviones, era la falta de una red mundial de bases de aprovisionamiento abiertas durante todo el año. Mientras que Estados Unidos podía atracar sus buques en Nápoles, Rota, Hawái, Filipinas y muchos otros puertos más, la Unión Soviética no podía sacar sus barcos de puertos propios durante varios meses al año, pues sus puertos o estaban helados, o podían ser fácilmente bloqueados por los aliados. Era el caso de la flota del mar Negro, que debía atravesar los 35 kilómetros del estrecho del Bósforo, que Turquía podía bloquear fácilmente.
En la aviación convencional, tanto en número como en calidad, los nuevos cazas y bombarderos soviéticos, no solo estaban a la altura, sino por encima de los occidentales, los aviones bombarderos Tu-4 lanzaron la primera bomba atómica soviética. Pese a que el Pentágono siempre afirmaba poseer aparatos superiores a los de cualquier otro país, los enfrentamientos vividos durante la guerra de Corea, guerra de Vietnam y posteriormente, en la guerra de la Frontera de Sudáfrica demostraron la igualdad, cuando no la superioridad, de los aviones soviéticos.[cita requerida]
Pero eran las denominadas armas no convencionales las que llamaban poderosamente la atención: más poderosas, eficientes, difíciles de fabricar y extremadamente caras. La principal de estas armas era la bomba atómica. Al principio de la Guerra Fría solo Estados Unidos disponía de estas armas, lo que aumentaba significativamente su poder bélico. La Unión Soviética inició su propio programa de investigaciones, para producir también tales bombas, algo que consiguió en cuatro años; relativo poco tiempo, ayudándose de espionaje. En un principio, Estados Unidos centró sus investigaciones en perfeccionar el vector que transportara las bombas (misil o bombardero estratégico); pero fue cuando se supo que Moscú había detonado su primera bomba nuclear de fisión, cuando se dio luz verde al proyecto para fabricar la bomba de hidrógeno, arma que no tiene límite de potencia conocido. Esto se logró en 1952, y la Unión Soviética la obtuvo al año siguiente. Pese a que la carrera iba muy pareja en el plano cualitativo no era lo mismo en el cuantitativo: contradiciendo a la preocupación occidental de aquella época, el ciudadano estadounidense y miembro del Instituto Thomas Watson, Serguéi Jrushchov afirma que en tiempo de la crisis de los misiles de Cuba el poder nuclear estadounidense superaba al oriental en 10 veces o más.
Esta carrera armamentística fue promovida por el llamado Equilibrio de Terror, según el cual, la potencia que se colocase al frente en la producción de armas, provocaría un desequilibrio en el escenario internacional: si una de ellas tuviera mayor número de armas, sería capaz de destruir a la otra. No obstante, ya en el siglo XXI fuentes como The Times consideran que el esfuerzo soviético no se encaminó a superar al otro adversario, sino a alcanzarlo para, seguidamente, obligarlo a poner en práctica una estrategia defensiva no ofensiva (arrebatarle cuantos aliados pudiese conseguir). De esta misma opinión es Serguéi Jrushchov, quien afirma que la carrera estaba solo en la mente de los occidentales, porque para los soviéticos se trataba de ir incrementando su arsenal y perfeccionando sus vectores (misiles, bombarderos y submarinos) según sus posibilidades, porque no podía igualar o superar a occidente. Esta desproporción parecen confirmarla hechos como que los misiles intercontinentales (ICBM) solo comenzaron a estar a la altura de los estadounidenses, en lo que a operatividad y fiabilidad se refiere, hacia finales de los setenta. Tampoco los submarinos nucleares parecían poder medirse con los occidentales, como prueba la gran cantidad de accidentes que padecieron.

### Carrera espacial

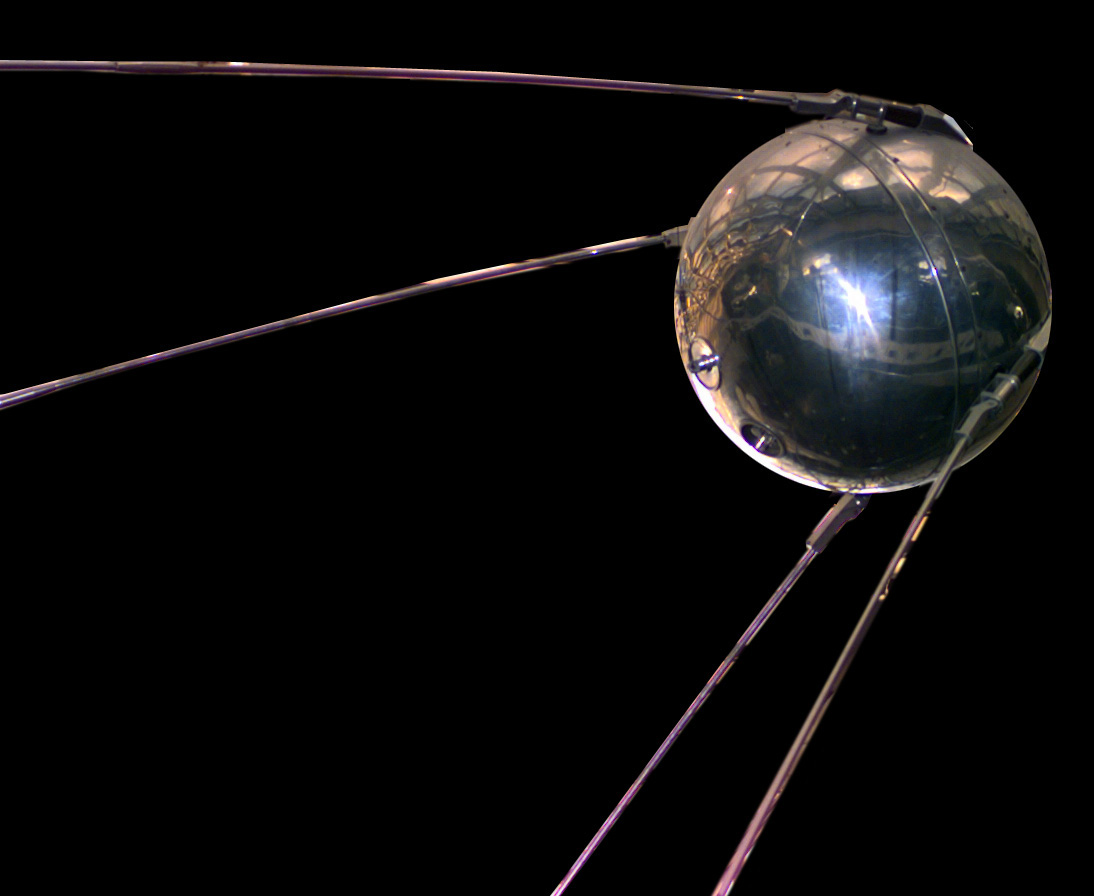
El lanzamiento del Sputnik 1 marcó el inicio de la carrera espacial. El cohete que lo puso en órbita era una versión modificada de un misil ICBM.

La carrera espacial se puede definir como una subdivisión del conflicto no declarado entre Estados Unidos y la Unión Soviética en el ámbito espacial. Entre 1957 y 1975, y como consecuencia de la rivalidad surgida dentro del esquema de la Guerra Fría, ambos países iniciaron una carrera en la búsqueda de hitos históricos que se justificaron por razones tanto de seguridad nacional como por razones ideológicas asociadas a la superioridad tecnológica.
La carrera se da por iniciada en 1957, cuando los soviéticos lanzaron el Sputnik, primer artefacto humano capaz de alcanzar el espacio y orbitar el planeta. Así mismo, los primeros hitos en la carrera espacial los alcanzaron los soviéticos: en noviembre de ese mismo año, lanzan el Sputnik II y, dentro de la nave, el primer ser vivo sale al espacio: una perra Kudriavka, de nombre Laika, que murió a las siete horas de salir de la atmósfera. El siguiente hito también sería obra de los soviéticos, al conseguir lanzar en 1961 la nave Vostok 1, tripulada por Yuri Gagarin, el primer ser humano en ir al espacio y regresar sano y salvo.
La llegada del hombre al espacio fue celebrado como un gran triunfo para la humanidad. En Estados Unidos, la ciudadanía recibió la noticia como un duro golpe a la creencia de la superior capacidad tecnológica estadounidense. Como respuesta, el presidente Kennedy anunció, mes y medio después del viaje de Gagarin, que Estados Unidos sería capaz de poner un hombre en la Luna y traerlo sano y salvo a la Tierra antes de acabar la década.
A principios de 1969, Estados Unidos consiguió fabricar el primer artefacto humano que orbitó sobre la Luna (el Apolo 8) mientras que los soviéticos tenían graves problemas en su programa lunar. El 20 de julio de 1969 se alcanzaba el cénit en la exploración espacial cuando la misión Apolo 11 consiguió realizar con éxito su tarea y Armstrong y Edwin Aldrin se convirtieron en los primeros humanos en caminar sobre otro cuerpo celeste. Poco después, los soviéticos cancelaban su programa lunar.
Estados Unidos siguió mandando astronautas a la Luna, hasta que la falta de interés y presupuesto hicieron cancelar el programa. En 1975, la Misión Conjunta soviético-norteamericana Apolo-Soyuz dio por finalizada la carrera espacial.

### Crisis de los misiles de Cuba

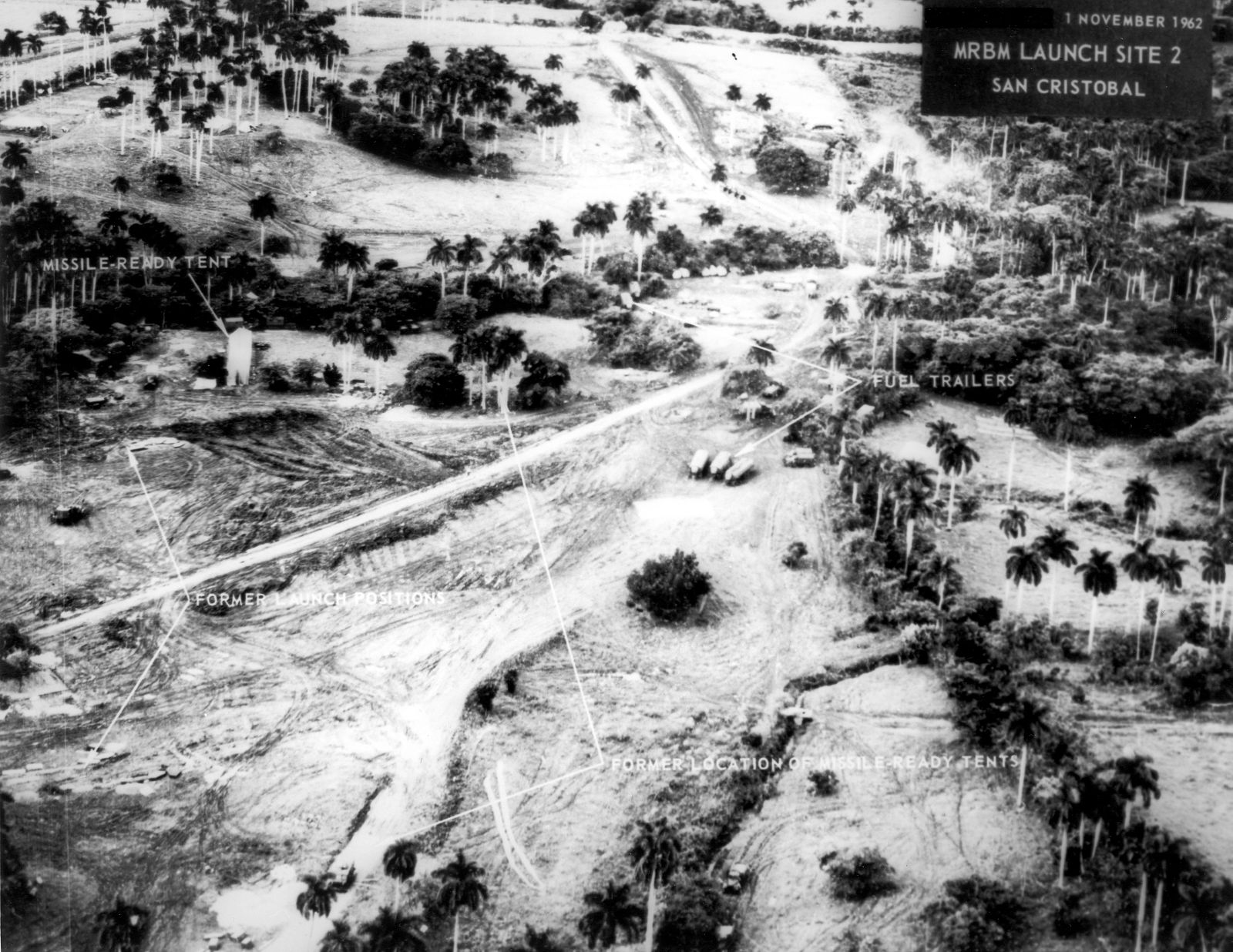
Las fotografías tomadas por los aviones U-2 demostraron la construcción de silos soviéticos en suelo cubano.

Al triunfar la Revolución cubana en 1959, se da un verdadero giro en la historia de América Latina, pues el naciente proceso de nacionalizaciones y reforma agraria afecta gravemente los intereses estadounidenses en la isla que se habían asegurado con la Enmienda Platt en 1902, esto conduce a fuertes roces entre Cuba y los Estados Unidos que desencadenan en la ruptura de relaciones diplomáticas y a la expulsión de Cuba de la OEA, debido al aislamiento del resto del hemisferio y el bloqueo económico, el país se convierte en un fuerte aliado de la Unión Soviética y el resto del bloque comunista, convirtiéndose posteriormente en miembro del COMECON. Esta crisis llevó al mundo al borde de la guerra nuclear. Después del fracasado intento de invasión de la Bahía de Cochinos en abril de 1961. En 1962, la Unión Soviética fue descubierta construyendo 40 silos nucleares en Cuba. Según Jrushchov, la medida era puramente defensiva, para evitar que los Estados Unidos intentaran una nueva embestida contra los cubanos. Por otro lado, era sabido que los soviéticos querían realmente responder ante la instalación estadounidense de misiles Júpiter II en la ciudad de Esmirna, Turquía, que podrían ser usados para bombardear el sudoeste soviético.
La Unión Soviética envió navíos de carga y submarinos transportando armas atómicas hacía Cuba. Un avión espía descubrió las rampas de lanzamiento, y Estados Unidos tomó inmediatamente decisiones dando inicio a la crisis de los misiles.
El 22 de octubre de 1962, Estados Unidos ordenó una cuarentena total sobre la isla, posicionando navíos militares en el mar Caribe y cerrando los contactos marítimos entre la Unión Soviética y Cuba. Kennedy dirigió un ultimátum a la Unión Soviética: demandó a la Unión Soviética que detuviera esos navíos bajo amenaza de emprender represalias masivas. Los soviéticos argumentaron que no entendían por qué Kennedy tomaba esta medida cuando varios misiles estadounidenses estaban instalados en territorios de países miembros de la OTAN contra los soviéticos, en distancias idénticas. Fidel Castro adujo que no había nada de ilegal en instalar misiles soviéticos en su territorio, y el primer ministro británico Harold Macmillan dijo no haber entendido por qué no fue propuesta siquiera la hipótesis de un acuerdo diplomático.
El 23 y 24 de octubre Jrushchov habría enviado mensaje a Kennedy señalando: «La URSS ve el bloqueo como una agresión y no instruirá a los barcos que se desvíen»; pero en las primeras horas de la mañana, los buques soviéticos disminuyeron la velocidad en sus desplazamientos hacía Cuba, con el fin de evitar algún conflicto mayor, mientras se abrían las posibilidades de una negociación entre las partes. El 26 de octubre informó que retiraría sus misiles de Cuba si Washington se comprometía a no invadir Cuba. Al día siguiente, pidió además la retirada de los misiles balísticos Júpiter de Turquía. Dos aviones espía estadounidenses U-2 fueron derribados en Cuba y Siberia el 27 de octubre, justo en el ápice de la crisis. El 28 de octubre, Kennedy aceptó retirar los misiles de Turquía y no agredir a Cuba. Así Nikita Jrushchov retiró sus misiles nucleares de la isla cubana.
Esta crisis dio nacimiento a un nuevo periodo: la distensión, señalada por la puesta en marcha del teléfono rojo —en realidad blanco—, línea directa entre Moscú y Washington, que aligeraría las comunicaciones en caso de otra crisis.

## Lasdétente(1962-1979)
En el transcurso de las décadas de 1960 y 1970, las superpotencias tuvieron que gestionar un nuevo modelo de geopolítica, en el que el mundo dejó de estar claramente dividido en dos bloques antagónicos. Europa y Japón se recuperaron rápidamente de la destrucción de la Segunda Guerra Mundial y su renta per cápita se acercaba a la de Estados Unidos. Mientras tanto, la economía del Bloque del Este entraba en un ciclo de estancamiento económico. A su vez, el Tercer Mundo conseguía establecerse como bloque independiente a través de organizaciones como el Movimiento de Países No Alineados y demostraron su fuerza de negociación con el papel fundamental que tuvo la OPEP durante la crisis del petróleo de 1973.
En la Unión Soviética, la gestión de los problemas económicos internos apartó la necesidad de extender la influencia soviética en el orden mundial. Como consecuencia, líderes soviéticos como Alekséi Kosygin y el propio Leonid Brézhnev apostaron por una relajación en las relaciones internacionales abriendo un nuevo período conocido como la distensión o détente.

### Europa

#### La Primavera de Praga y la invasión soviética de Checoslovaquia
En 1968, tuvo lugar un período de liberalización política en Checoslovaquia llamado Primavera de Praga. Las reformas incluyeron una mayor libertad de prensa y libertad de expresión junto con un énfasis económico en bienes de consumo, la posibilidad de un gobierno multipartidista, limitaciones en el poder de la policía secreta, y posible retirada del Pacto de Varsovia.
En respuesta a la Primavera de Praga, el 20 de agosto de 1968, el Ejército soviético, junto con la mayoría de sus aliados del Pacto de Varsovia, a excepción de la República Socialista de Rumania de Nicolae Ceaușescu invadieron Checoslovaquia. La invasión fue seguida por un éxodo masivo de 70 000 checos y eslovacos

#### Mayo del 68
El «Mayo del 68» es el nombre dado a una serie de protestas estudiantiles y huelgas generales que provocaron la caída del gobierno de De Gaulle en Francia. La gran mayoría de los protestantes seguía ideologías de izquierdas, aunque las organizaciones políticas y sindicalistas de la izquierda tradicional trataron de distanciarse del movimiento. Las protestas se dirigieron especialmente al sistema educativo y laboral imperante.
Aunque el Mayo del 68 acabó por ser un relativo fracaso político, el impacto social fue muy importante. Especialmente en Francia (y de manera menos evidente, en el resto del mundo occidental) la revuelta marcó el paso de una sociedad moralmente conservadora proveniente de aquellos que vivieron la II Guerra Mundial (basada en la religión, el patriotismo y el respeto por la autoridad) a una moral más liberal de la generación que nació tras la guerra (basada en la igualdad, la liberación sexual y el respeto por los derechos humanos).

### Tensiones en el Tercer Mundo

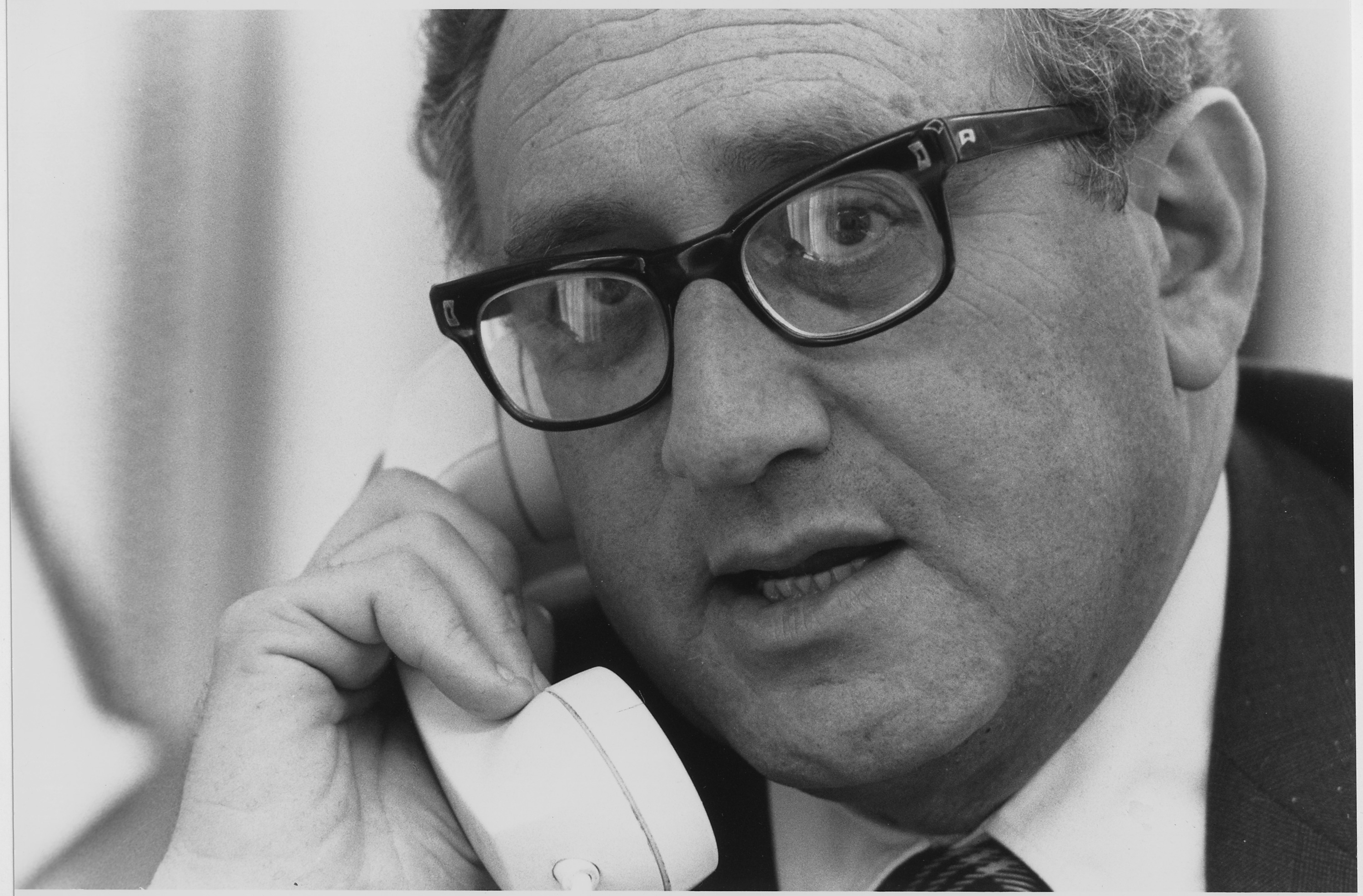
Henry Kissinger tuvo un papel protagonista en la Guerra Fría durante las administraciones de Nixon y Ford.

#### América Latina

##### Doctrina de la Seguridad Nacional
La Doctrina de la Seguridad Nacional es un concepto utilizado por varios historiadores lationamericanos para definir ciertas acciones de política exterior, tendientes a que las fuerzas armadas de los países latinoamericanos modificaran su misión para dedicarse con exclusividad a garantizar el orden interno, con el fin de combatir aquellas ideologías, organizaciones o movimientos que, dentro de cada país, pudieran favorecer o apoyar al comunismo en el contexto de la Guerra Fría, legitimando la toma del poder por parte de las fuerzas armadas y la violación sistemática de los derechos humanos, mediante políticas de terrorismo de Estado.

##### Escuela de las Américas
En 1946 Estados Unidos instaló en la Zona del Canal de Panamá, por entonces bajo su poder, la Escuela de las Américas. La Escuela educó y entrenó a decenas de miles de militares latinoamericanos, con vistas a su actuación en la Guerra Fría. Surgió como iniciativa en el marco de la Doctrina de Seguridad Nacional, para lograr que las naciones latinoamericanas cooperaran con los Estados Unidos, contrarrestando la influencia de las corrientes políticas de ideología marxista, socialista, antiimperialista, izquierdista y en general de asimiladas al llamado "populismo".

##### Guerra civil dominicana
A finales de abril de 1965, el presidente Lyndon B. Johnson ordenó el despliegue de 42 000 soldados en la República Dominicana para la ocupación del territorio dominicano durante un año, en una operación conocida como Operación Power Pack, escudándose en la posible aparición de una «nueva Revolución Cubana» en América Latina. Durante las elecciones dominicanas de 1966, bajo ocupación estadounidense, se proclamó ganador al conservador Joaquín Balaguer. Aunque es cierto que Balaguer tenía el apoyo real de las élites del país, así como de los campesinos, las elecciones se vieron desprestigiadas por la negativa del anterior presidente Juan Bosch de disputarlas. Tras la victoria de Balaguer, los activistas del Partido Revolucionario Dominicano (PRD) del expresidente Bosch, comenzaron una campaña de ataques contra la policía y el ejército.

##### Chile
En Chile, el candidato del Partido Socialista de Chile Salvador Allende ganó las elecciones presidenciales de 1970, convirtiéndose en el primer marxista elegido democráticamente. La CIA apuntó a Allende para que lo expulsara y actuó para socavar su apoyo a nivel nacional, lo que contribuyó a un período de disturbios que culminó con el golpe de Estado del general Augusto Pinochet el 11 de septiembre de 1973 iniciando un periodo de dictadura militar. Debido a la crisis económica que atravesaba el país las reformas de la economía de Allende se pusieron en marcha atrás. La dictadura militar combatió a grupos armados de extrema izquierda como el MIR o la VOP y al mismo tiempo militantes de la oposición democrática izquierdista fueron asesinados o detenidos en campos de internamiento bajo la Dirección de Inteligencia Nacional (DINA). Los estados socialistas —con la excepción de China y Rumanía— rompieron relaciones con Chile. El régimen de Pinochet se convertiría en uno de los principales participantes en la Operación Cóndor, una campaña internacional de asesinatos políticos y terrorismo de Estado organizada por dictaduras militares de derecha en el Cono Sur de América del Sur que fue encubiertamente respaldada por el gobierno de los Estados Unidos.

##### Argentina
En Argentina hubo varios intentos fracasados de implantación de grupos de guerrilleros con mayor o menor apoyo de la Cuba de Fidel Castro, aun antes de la creación de los luego muy conocidas bandas Montoneros y Ejército Revolucionario del Pueblo. Estos y otros grupos comenzaron a actuar en épocas del gobierno de facto llamado Revolución Argentina y luego de un breve período de inacción bélica durante el retorno al país de Perón, reanudaron su accionar durante el gobierno mayoritariamente elegido de este último, durante el gobierno de su sucesora legal y durante el gobierno de facto iniciado en 1976 que terminó derrotándolos en el plano militar.

##### Operación Cóndor

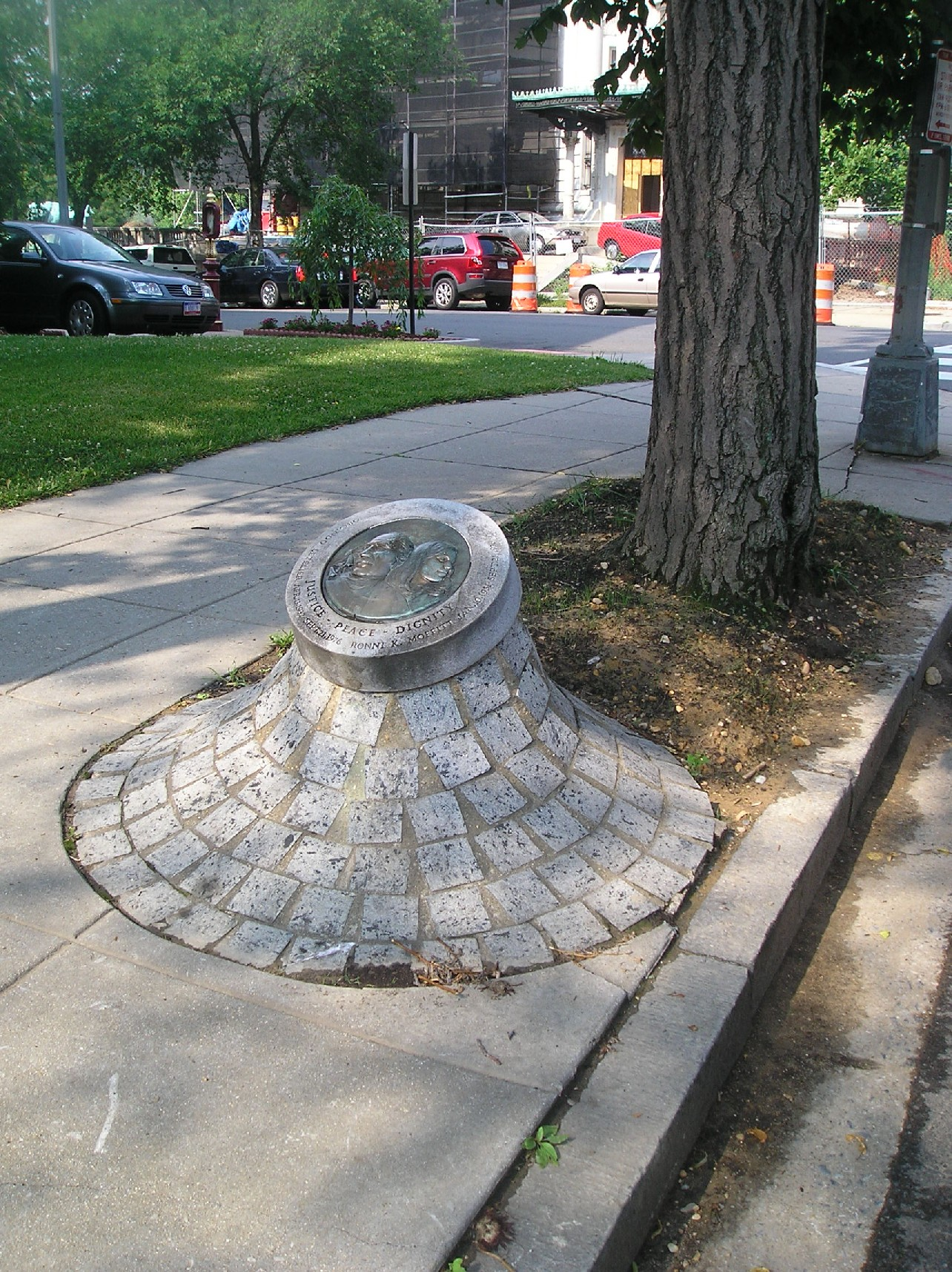
Monumento de Orlando Letelier en el lugar que fue asesinado: Sheridan Circle, Washington D. C.

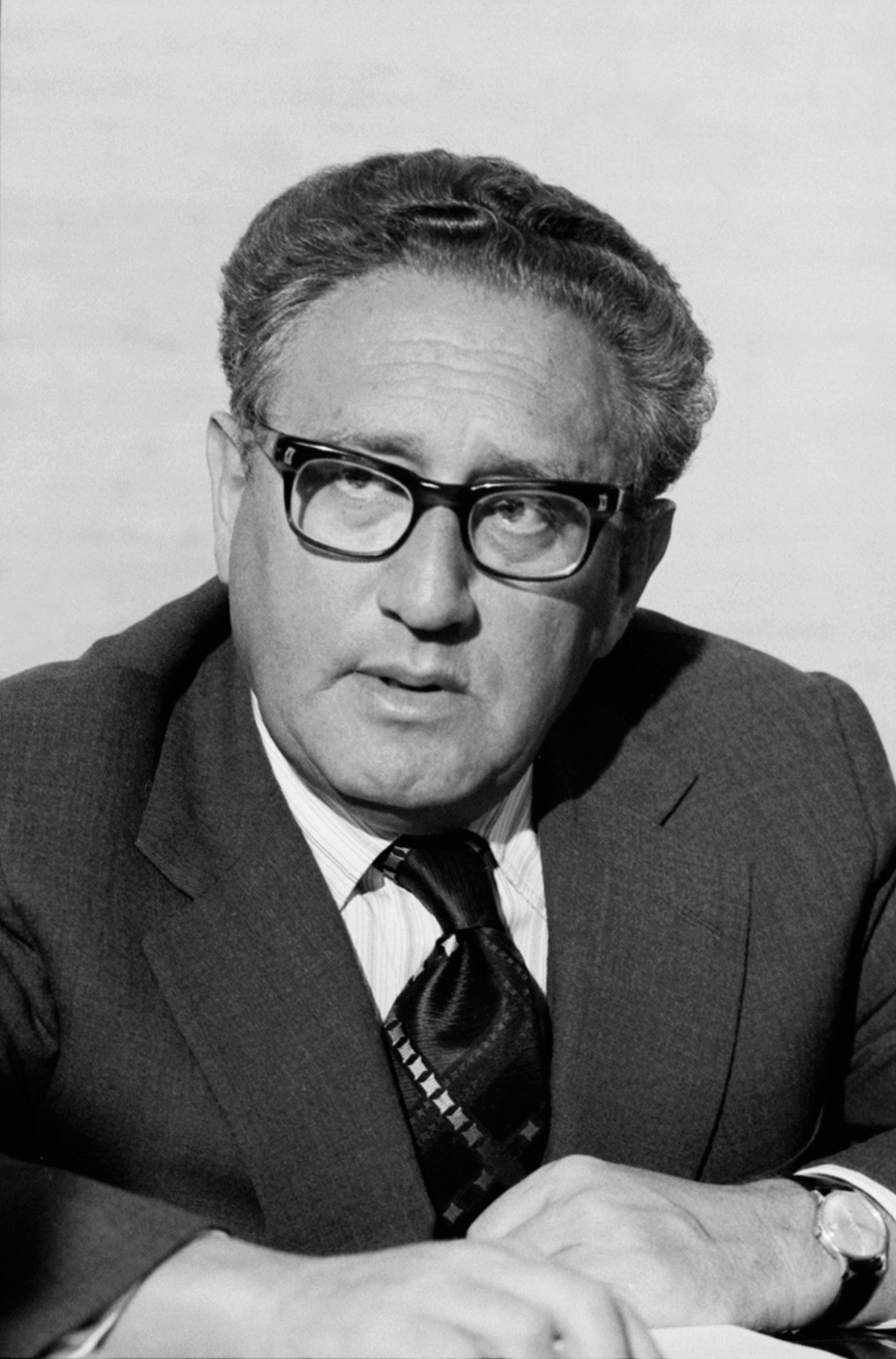
Henry Kissinger citado judicialmente en Francia por la Operación Cóndor.

El terrorismo de Estado en América Latina fue parte de una operación continental. La Operación o Plan Cóndor fue el nombre con el que se designó el plan de inteligencia y coordinación entre los servicios de seguridad de los regímenes militares del Cono Sur (Argentina, Chile, Uruguay, Brasil, Paraguay y Bolivia), con conexiones con las fuerzas militares de Perú, Ecuador, Colombia y Venezuela, y cooperación y apoyo operativo de los Estados Unidos. La Operación Cóndor constituyó una organización clandestina internacional para la práctica del terrorismo de Estado a escala continental.
La Operación Cóndor ha podido ser descubierta básicamente a partir de los documentos secretos del gobierno estadounidense desclasificados en época del presidente Bill Clinton.
Fue concebida y diseñada por el entonces coronel chileno Manuel Contreras quien en 1975, redactó un extenso documento con las proposiciones para su funcionamiento. El primer paso hacia la organización se produjo a mediados de 1975 cuando el coronel chileno Mario Jahn, viajó a Paraguay y entregó al coronel paraguayo Benito Guanes, el documento de organización del mecanismo y lo invitó a participar en la Primera Reunión de Trabajo de Inteligencia Nacional, realizada en Santiago de Chile entre el 25 de noviembre y el 1 de diciembre de 1975. En esa reunión se decidió organizar la Operación Cóndor entre los seis países del Cono Sur (Argentina, Bolivia, Brasil, Chile, Paraguay y Uruguay). Luego se sumarían, con distintos grados de compromiso, Perú, Ecuador, Colombia y Venezuela. Tuvo su centro de operaciones en Santiago de Chile y su principal coordinador fue Manuel Contreras, quien era conocido como "Cóndor Uno".
Entre decenas de secuestros y atentados contra opositores, la Operación Cóndor concretó acciones de gran resonancia pública como:
- el asesinato del excomandante en jefe del Ejército de Chile general de ejército Carlos Prats en Buenos Aires
- el asesinato del expresidente de Bolivia Juan José Torres en Buenos Aires
- el asesinato del senador uruguayo Zelmar Michelini y el diputado Héctor Gutiérrez Ruiz, también uruguayo, en Buenos Aires en 1974
- el asesinato del exministro de relaciones exteriores del gobierno chileno de Salvador Allende, Orlando Letelier y su secretaria Ronni Moffitt en Washington D. C. en 1976
- el atentado contra el exministro del Interior del gobierno del presidente chileno Eduardo Frei Montalva, Bernardo Leighton en Roma en 1975
- la colaboración argentina en el golpe de García Meza en Bolivia en 1980.

El 26 de abril de 2000 el exgobernador de Río de Janeiro Leonel Brizola sostuvo que los expresidentes del Brasil, João Goulart y Juscelino Kubitschek, fueron supuestamente asesinados en el marco de la Operación Cóndor, simulándose un ataque cardíaco y un accidente, respectivamente y que ello debía ser investigado.
La Fuerza Aérea Uruguaya ha reconocido oficialmente la realización de vuelos de la muerte conjuntos con el régimen militar argentino. Alrededor de 110 uruguayos fueron detenidos-desaparecidos en Argentina entre 1976 y 1983.
El gobierno de Estados Unidos participó activamente de la Operación Cóndor. El 22 de agosto de 1978 el servicio de inteligencia estadounidense envió a sus principales embajadas en Sudamérica la siguiente advertencia:

La Operación Cóndor es un esfuerzo cooperativo de inteligencia y seguridad entre muchos países del Cono Sur para combatir el terrorismo y la subversión. Los miembros originales incluían a los servicios de inteligencia de Chile, Argentina, Uruguay, Paraguay, Brasil y Bolivia, mientras que Perú y Ecuador se integraron recientemente.

Orgánicamente, la Operación Cóndor comenzó a ser desmontada cuando cayó la dictadura argentina en 1983. Sin embargo, los contactos y los asesinatos coordinados continuaron. En abril de 1991, se puso en marcha la Operación Silencio para impedir el enjuiciamiento de los responsables.
El 31 de mayo de 2001, mientras Henry Kissinger se encontraba en París, fue notificado por el juez Roger Le Loire que debía presentarse a declarar sobre su participación en la Operación Cóndor, lo que provocó la inmediata salida del exsecretario estadounidense, de Francia. Pocos meses después, Kissinger debió cancelar una visita a Brasil, porque el gobierno no podía garantizarle inmunidad judicial.
El 22 de diciembre de 1992, se descubrió en una estación de policía de Lambaré, Asunción (Paraguay), los llamados Archivos del Terror, expedientes en los que existen constancias documentales sobre el terrorismo de Estado en el Cono Sur. Según los archivos descubiertos en Lambaré (Asunción) en 1992, la Operación Cóndor causó 50 000 muertos, 30 000 desaparecidos y 400 000 presos.
En febrero de 2004, el periodista estadounidense John Dinges, publicó Operación Cóndor: una década de terrorismo internacional en el Cono Sur, donde entre otras cosas revela que los militares uruguayos intentaron asesinar al diputado estadounidense Edward Koch en 1976.

#### Asia

##### La guerra de Vietnam

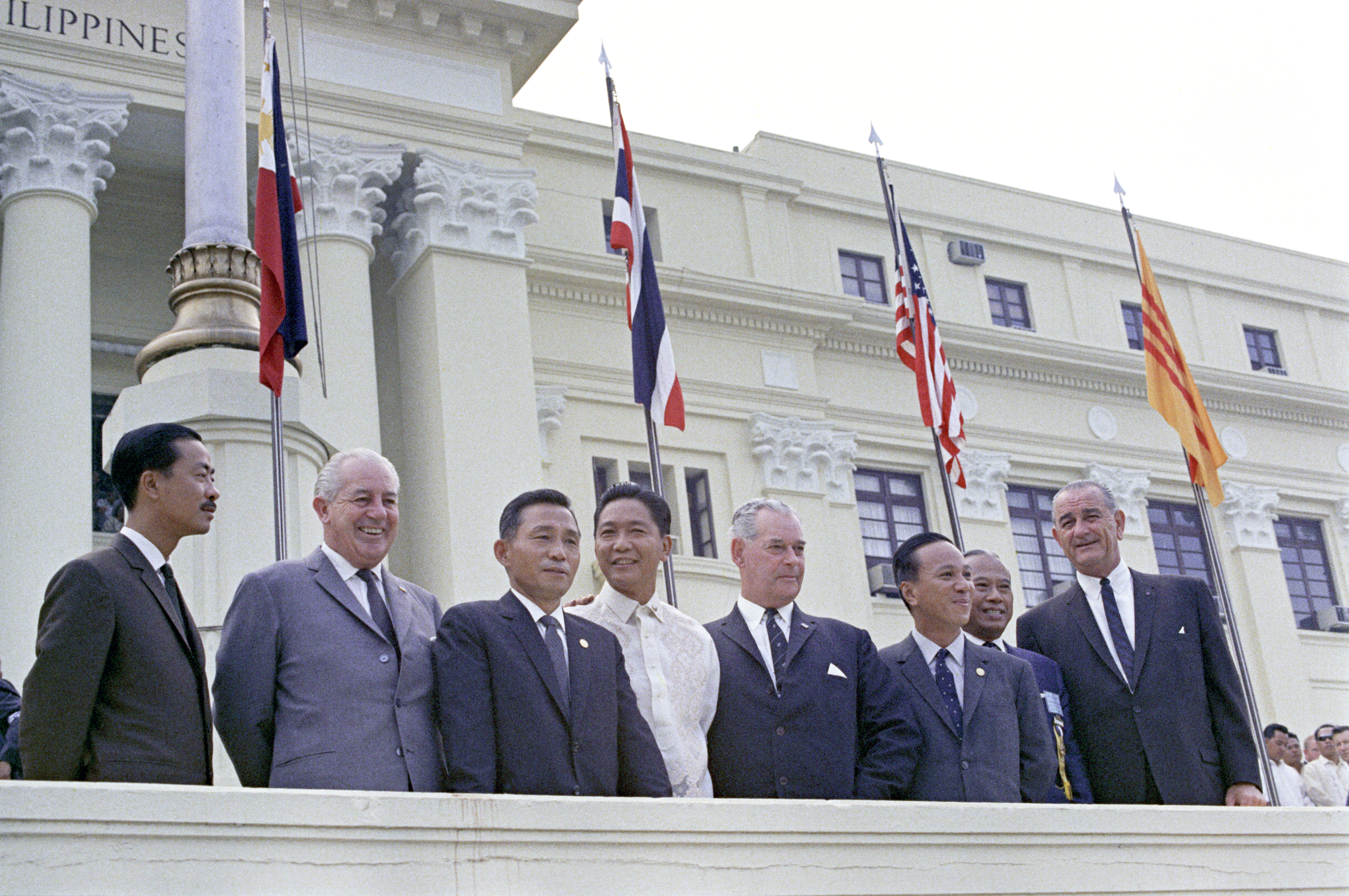
Reunión de líderes de la Organización del Tratado del Sureste Asiático en Manila, en 1966, con la presencia de los líderes autoritarios Nguyễn Cao Kỳ de Vietnam del Sur (primero desde la izquierda, con el primer ministro australiano Harold Holt a su lado), Park Chung-hee de Corea del Sur (tercero desde la izquierda), Ferdinand Marcos de Filipinas (cuarto desde la izquierda, con el primer ministro de Nueva Zelanda Keith Holyoake a su derecha) y Thanom Kittikachorn de Tailandia (segundo desde la derecha, con el presidente estadounidense Lyndon B. Johnson a su lado).

Bajo la presidencia de John F. Kennedy, los niveles de tropas estadounidenses en Vietnam crecieron bajo el programa del Grupo Asesor de Asistencia Militar de poco menos de mil en 1959 a 16 000 en 1963. La fuerte represión del presidente vietnamita Ngo Dinh Diem contra los budistas los monjes en 1963 llevaron a los Estados Unidos a respaldar un golpe militar mortal contra Diem. La guerra se intensificó aún más en 1964 después del controvertido Incidente del Golfo de Tonkin, en el que se alega que un destructor estadounidense se enfrentó con una nave de ataque rápido norvietnamita. La Resolución del Golfo de Tonkin otorgó al presidente Lyndon B. Johnson una amplia autorización para aumentar la presencia militar de los EE. UU., Desplegando unidades de combate terrestre por primera vez y aumentando los niveles de tropas a 184 000. El líder soviético Leonid Brézhnev respondió invirtiendo la política de retirada de Kruschev y aumentando la ayuda a los norvietnamitas, con la esperanza de atraer al norte de su posición prochina. Sin embargo, la URSS desalentó una nueva escalada de la guerra, proporcionando la asistencia militar suficiente para unir a las fuerzas estadounidenses. Desde este punto, el Ejército Popular de Vietnam (PAVN), también conocido como el Ejército de Vietnam del Norte (EVN), participó en una guerra más convencional con las fuerzas estadounidenses y de Vietnam del Sur.
La Ofensiva del Tet de 1968 resultó ser el punto de inflexión de la guerra. A pesar de los años de tutela y ayuda estadounidenses, las fuerzas de Vietnam del Sur no pudieron resistir la ofensiva comunista y la tarea recayó en las fuerzas estadounidenses. La Ofensiva del Tet demostró que el final de la participación de Estados Unidos no estaba a la vista, aumentando el escepticismo interno de la guerra y dando lugar a lo que se conoce como el Síndrome de Vietnam, una aversión pública a las implicaciones militares estadounidenses en el extranjero. No obstante, las operaciones continuaron cruzando las fronteras internacionales: Vietnam del Norte utilizó áreas limítrofes de Laos y Camboya como rutas de suministro, y fueron fuertemente bombardeadas por las fuerzas estadounidenses.
Al mismo tiempo, 1963-65, la política doméstica estadounidense vio el triunfo del liberalismo. Según el historiador Joseph Crespino:
Se ha convertido en un elemento básico de la historiografía del siglo XX que las preocupaciones de la Guerra Fría fueron la raíz de una serie de logros políticos progresistas en el período de posguerra: una tasa impositiva marginal progresiva alta que ayudó a financiar la carrera armamentista y contribuyó a una amplia igualdad de ingresos; apoyo bipartidista a la legislación de derechos civiles de gran alcance que transformó la política y la sociedad en el sur de los Estados Unidos, que durante mucho tiempo había mentido al ethos igualitario de Estados Unidos; apoyo bipartidista para revocar un sistema de inmigración explícitamente racista que existía desde la década de 1920; y atención médica gratuita para los ancianos y los pobres, un cumplimiento parcial de uno de los objetivos no cumplidos de la era del New Deal. La lista podría seguir.

##### China
Como resultado de la ruptura sino-soviética, las tensiones a lo largo de la frontera chino-soviética alcanzaron su punto máximo en 1969, con el estallido del llamado conflicto fronterizo sino-soviético. El presidente de los Estados Unidos, Richard Nixon, decidió utilizar el conflicto para cambiar el equilibrio de poder hacia Occidente en la Guerra Fría. Los chinos habían buscado mejorar las relaciones con los estadounidenses para ganar ventaja sobre los soviéticos.
En febrero de 1972, Nixon logró un sorprendente acercamiento con China, viajando a Pekín, en plena Revolución Cultural, y reuniéndose con Mao Zedong y Zhou Enlai. En este momento, la URSS logró una paridad nuclear aproximada con los Estados Unidos; mientras tanto, la guerra de Vietnam debilitó la influencia de Estados Unidos en el Tercer Mundo.

##### Otros lugares de Asia Oriental

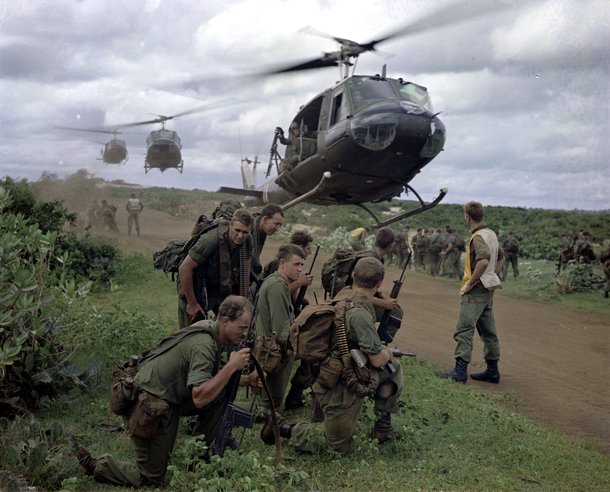
Tropas australianas junto a helicópteros Bell UH-1 Iroquois durante la guerra de Vietnam.

En Indonesia, el anticomunista general Suharto arrebató la presidencia a su predecesor, Sukarno, para imponer lo que se conoció como el Nuevo Orden (Orde Baru). Entre 1965 y 1966, los militares asesinaron a más de medio millón de personas simpatizantes del Partido Comunista de Indonesia y otras organizaciones de izquierda.
Durante la guerra de Vietnam, Vietnam del Norte utilizó las zonas fronterizas con Camboya para establecer bases militares, que el jefe de Estado camboyano Norodom Sihanouk toleró en un intento por preservar la neutralidad de Camboya. Tras la deposición de Sihanouk en marzo de 1970 por el general proestadounidense Lon Nol, que ordenó a los norvietnamitas que abandonaran Camboya, Vietnam del Norte intentó invadir toda Camboya tras las negociaciones con Nuon Chea, el segundo al mando de los comunistas camboyanos (apodados Jemeres Rojos) luchando para derrocar al gobierno camboyano. Sihanouk huyó a China con el establecimiento del GRUNK en Pekín. Las fuerzas estadounidenses y de Vietnam del Sur respondieron a estas acciones con una campaña de bombardeos y una breve incursión terrestre, lo que contribuyó a la violencia de la guerra civil que pronto envolvió a toda Camboya. El bombardeo con alfombra estadounidense duró hasta 1973, y aunque evitó que los jemeres rojos tomaran la capital, también aceleró el colapso de la sociedad rural, aumentó la polarización social y mató a decenas de miles de civiles.
Después de tomar el poder y distanciarse de los vietnamitas, el líder comunista Pol Pot mató entre 1,5 y 2 millones de camboyanos en los campos de trabajo, aproximadamente una cuarta parte de la población camboyana (un evento comúnmente etiquetado como genocidio camboyano). Martin Shaw describió estas atrocidades como el genocidio más puro de la era de la Guerra Fría. [266] Respaldado por el Frente Unido Kampucheo para la Salvación Nacional, una organización de comunistas jemer prosoviéticos y desertores jemeres rojos liderados por Heng Samrin, Vietnam invadió Camboya el 22 de diciembre de 1978. La invasión logró depositar Pol Pot, pero el nuevo estado lucharía por obtener el reconocimiento internacional más allá de la esfera del Bloque Soviético, a pesar de la protesta internacional previa por las graves violaciones de los derechos humanos del régimen de Pol Pot, se permitió a los representantes de los Jemeres Rojos se sentará en la Asamblea General de la ONU, con un fuerte apoyo de China y las potencias occidentales, los países miembros de la ASEAN, y se estancará en una guerra de guerrillas liderada por campamentos de refugiados ubicados en la frontera con Tailandia. Tras la destrucción de los Jemeres Rojos, la reconstrucción nacional de Camboya se vería gravemente obstaculizada, y Vietnam sufriría un ataque punitivo chino.

##### Egipto y Asia Occidental
Si bien Egipto se declaraba neutral, la mayoría del armamento y la asistencia económica provenían de la Unión Soviética. Esta alianza, aunque de manera reacia, se comprobó con el apoyo técnico y militar de la Unión Soviética durante la guerra de los Seis Días y la guerra de Desgaste contra Israel, que se consideraba aliado de Estados Unidos. Aunque con la llegada al poder de Anwar el Sadat en 1972 Egipto comenzara virar de prosoviético a prooccidental, la amenaza de una posible intervención directa de la Unión Soviética en defensa de Egipto durante la guerra del Yom Kippur provocó la movilización de las fuerzas estadounidenses, en una serie de actos que pudieron desbaratar la noción de la «coexistencia pacífica». Estratégicamente, los conflictos en Oriente Medio abrieron una nueva fase en la Guerra Fría, en la que la Unión Soviética podía amenazar los intereses de EE. UU. basándose en la paridad nuclear que habían conseguido los soviéticos.
Aunque Egipto fue el mayor foco de atención, las potencias también actuaron en otros países de la zona. Los soviéticos reforzaron sus relaciones con el gobierno comunista de Yemen del Sur y con el gobierno nacionalista de Irak. Los soviéticos también apoyaron a la OLP de Yasir Arafat. Por otro lado, entre 1973 y 1975, la CIA apoyó y conspiró con el gobierno de Irán para financiar y armar a los rebeldes kurdos durante la segunda guerra kurdo-iraquí, para debilitar el gobierno de Ahmed Hassan al-Bakr. El apoyo de la CIA finalizó cuando Irán e Irak firmaron el Acuerdo de Argel en 1975.

#### África

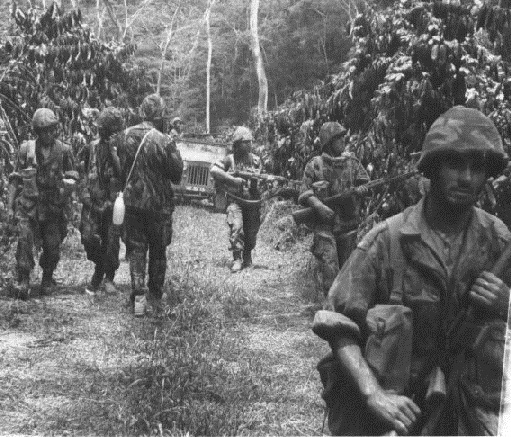
Soldados portugueses combatiendo a los comunistas del MPLA.

En 1974, estalló en Portugal la Revolución de los Claveles en contra de la dictadura del Estado Novo. Los cambios políticos en Portugal facilitaron la independencia de las colonias portuguesas de Angola y Timor Oriental. En Angola, donde las facciones rebeldes habían sostenido una guerra por la independencia contra Portugal desde 1961, tras la independencia en 1974 estas mismas facciones que habían luchado juntas contras las fuerzas colonialistas comenzaron una guerra civil al enfrentarse entre ellas. En una muestra de los equilibrios político-estratégicos de la Guerra Fría, la guerra civil angoleña enfrentó a tres facciones distintas: el MPLA, apoyado por cubanos y soviéticos, el FNLA, apoyado por EE. UU., China y Zaire y la UNITA apoyado también por Estados Unidos, el régimen del apartheid sudafricano y otra serie de países africanos. Finalmente, el MPLA, con tropas cubanas y apoyo soviéticos, vencerían a la UNITA a pesar del apoyo militar de Sudáfrica. Igualmente, los soviéticos reforzaron sus relaciones con el gobierno nacionalista de Argelia.
Por otro lado oficiales del ejército somalí, encabezados por Mohamed Siad Barre, llevaron a cabo un golpe de Estado incruento, formando la República Democrática Somalí, de ideario socialista. La Unión Soviética prometió apoyo a Somalia. Cuatro años después, en el país vecino de Etiopía, el emperador Haile Selassie, prooccidental, fue derrocado por el Derg un grupo de oficiales radicales del ejército etíope, liderados por el prosoviético Mengistu Haile Mariam, que se apresuró a reforzar las relaciones con Cuba y la Unión Soviética. Cuando estallaron las hostilidades entre Somalia y Etiopía (guerra de Ogaden) el somalí Siad Barre perdió el apoyo de los soviéticos, y a cambio buscó la asistencia del conocido como Safari Club —una alianza de los servicios de inteligencia de Irán, Egipto y Arabia Saudí—. A través del Safari Club, Somalia consiguió armas soviéticas y tanques estadounidenses. El ejército etíope estaba apoyado por soldados cubanos y asesores y armamento soviético. La postura oficial de Estados Unidos era la de neutralidad en el conflicto, aunque defendiendo que fue Somalia la que violó la soberanía territorial de Etiopía. Aun así, la administración Carter comenzó a apoyar a Somalia desde 1980.

### La «coexistencia pacífica»

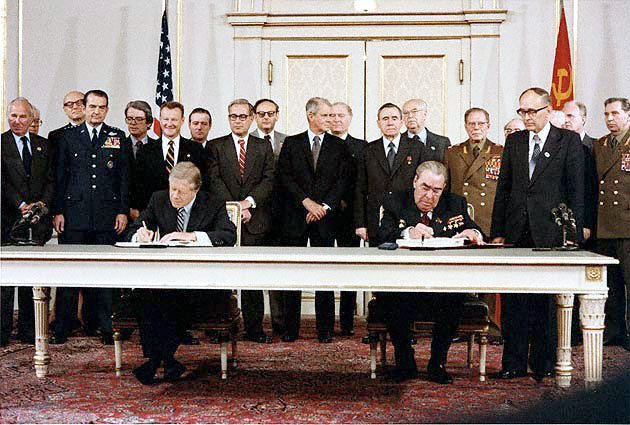
Leonid Brezhnev y Jimmy Carter firman el SALT II en Viena en 1979.

Tras su vista a China, Nixon se reunió con los líderes soviéticos en Moscú y como resultado de estas reuniones, se firmó el primero de los Acuerdos SALT (SALT I), el primer acuerdo completo de limitación de armas firmado entre las dos superpotencias, y el Tratado sobre Misiles Antibalísticos (Tratado ABM), que prohibía el desarrollo de sistemas diseñados para la interceptación de misiles en el aire. Con ello se intentaba limitar el desarrollo de los costosos misiles antibalísticos y misiles con carga nuclear.
Tras los acuerdos alcanzados, Nixon y Brézhnev proclamaron una nueva era de «coexistencia pacífica» basada en una nueva política de «détente» (o cooperación) entre las dos superpotencias. Durante esta «coexistencia», Brézhnev trataría de revitalizar la economía soviética, que estaba en declive en parte por los grandes gastos militares que provocaban una situación de tensión continua. Entre 1972 y 1974, ambas potencias también fortalecieron sus lazos económicos, con la firma de varios acuerdos para aumentar el comercio entre ellas. Como resultado de todos estos pactos y acuerdos, la hostilidad mutua se reemplazaba por un nuevo marco histórico donde ambas potencias podían convivir y desarrollarse.
A su vez, en Europa, la situación de división interna se relajaba con el desarrollo de la «Ostpolitik», llevada a cabo por el canciller de la RFA Willy Brandt y la firma de los Acuerdos de Helsinki en el marco de la Conferencia sobre la Seguridad y la Cooperación en Europa en 1975.

### El fin de la «coexistencia pacífica»
A pesar de los llamamientos al acuerdo de ambas potencias, durante la década de 1970, el KGB, dirigido por Yuri Andrópov, continuó persiguiendo a personalidades disidentes como Aleksandr Solzhenitsyn y Andréi Sájarov, que criticaban duramente el régimen soviético. Continuaron también los conflictos indirectos entre ambas superpotencias (guerras "proxy"). Aunque el presidente Jimmy Carter intentó frenar la carrera armamentística con la firma de un nuevo tratado de limitación de armas (SALT II) en 1979, sus esfuerzos fueron socavados por los eventos que se produjeron ese año, como el triunfo de la Revolución Iraní y la Revolución Sandinista, apoyada por el KGB, que derrocaron a los gobiernos prooccidentales de ambos países. Como represalia, EE. UU. se opuso a la invasión soviética de Afganistán que se produjo en diciembre, dando por finalizada la era de la «coexistencia pacífica».

## La etapa más tensa de la Guerra Fría: Reagan y su diplomacia con la URSS (1979-1989)

Estado de las Alianzas en 1980.

### La intervención soviética de Afganistán
En abril de 1978, el comunista Partido Democrático Popular de Afganistán (PDPA) se hizo con el poder en Afganistán tras la Revolución de Saur. A los pocos meses, los opositores al gobierno comunista lanzaron una revuelta en el este del país, que se creció rápidamente hasta convertirse en una guerra civil que se extendía por todo el país, con los rebeldes muyahidín atacando a las fuerzas gubernamentales a lo largo y ancho del país. El gobierno de Pakistán proveía estos rebeldes de lugares donde esconderse y entrenamiento militar. En el otro bando, el PDPA era apoyado por los asesores militares mandados desde la Unión Soviética. Mientras tanto, en el PDPA se luchaban guerras internas entre la mayoría Jalq y los moderados Parcham. Como resultado, los parchamíes renunciaron a sus cargos en el gobierno y los oficiales militares parchamíes fueron arrestados con la excusa de un supuesto golpe de Estado parchamí. Hacia 1979, Estados Unidos había comenzado un programa secreto para dar asistencia militar y armas a los muyahidines.
En septiembre de 1979 el presidente jalq, Nur Mohammad Taraki, fue asesinado en un golpe interno del PDPA orquestado por su primer ministro Hafizullah Amín, que asumió la presidencia. Los soviéticos, que desconfiaban de Amín, lo asesinaron en diciembre de 1979. Se formó un nuevo gobierno bajo las órdenes de los soviéticos, liderado por el parchamí Babrak Karmal y con la participación de ambas facciones. Se desplegaron más fuerzas soviéticas para estabilizar el país bajo el poder de Karmal, aunque los soviéticos no esperaban llevar el peso de las operaciones militares. Sin embargo, con su presencia y apoyo a uno de los bandos, los soviéticos se vieron envueltos en lo que debía haber sido una guerra doméstica.
El presidente Carter describió la intervención soviética como «la más seria amenaza para la paz desde la Segunda Guerra Mundial». Como consecuencia, retiró el tratado SALT II de su aprobación en el Senado, impuso un embargo sobre los cereales y la transferencia de tecnología a la Unión Soviética, pidió un incremento significativo del gasto militar estadounidense y finalmente lideró el boicot de los Juegos Olímpicos de Moscú de 1980.

### La doctrina Reagan
En enero de 1977, cuatro años antes de convertirse en presidente, Ronald Reagan reveló claramente en una entrevista su postura en relación con la Guerra Fría: «Mi idea de lo que debe ser la política estadounidense en lo que respecta a la Unión Soviética, es simple, y algunos dirán que simplista», dijo. «Es esta: nosotros ganamos y ellos pierden, ¿qué te parece?». En 1980, Reagan ganó las elecciones, con la promesa de incrementar el gasto militar y enfrentarse a los soviéticos en cualquier lugar que fuera necesario. Tanto Reagan, como la recién elegida primera ministra británica Margaret Thatcher, denunciaron tanto a la Unión Soviética como a la ideología comunista. Reagan calificó a la Unión Soviética como el «Imperio del mal» y señaló que el comunismo acabaría en «el montón de cenizas de la Historia».
A principios de 1985, el anticomunismo visceral de Reagan se desarrolló en una postura conocida como la Doctrina Reagan en la que, además de la Contención, abogaba por el derecho de los EE. UU. de subvertir y derrocar los gobiernos comunistas existentes. Además de continuar con la política de la administración Carter de apoyar a los opositores islamistas de la Unión Soviética y del gobierno prosoviético del PDPA. La CIA también buscaba debilitar a la Unión Soviética promoviendo la aparición de un Islam político en aquellas Repúblicas Soviéticas de Asia Central de mayoría musulmana. Además, la CIA alentó a la ISI pakistaní, de ideología anticomunista, a entrenar a musulmanes de todo el mundo para que participaran en la yihad contra la Unión Soviética.

### Estancamiento económico soviético y reforzamiento militar estadounidense

#### Problemas estructurales de la economía soviética
A principios de la segunda mitad de la década de 1980, los gastos militares representaban el 25 % del PIB soviético, a costa del gasto en bienes de consumo para los ciudadanos y la inversión en sectores civiles. Los gastos acumulados en la carrera armamentística y otros compromisos derivados de su implicación en la Guerra Fría, causaron y magnificaron los profundos problemas estructurales del sistema económico soviético, que acabaron provocando una crisis económica permanente durante el mandato de Brezhnev.
La inversión soviética en el sector de la Defensa no estaba dirigida tanto por una necesidad militar real, sino por los intereses privados de los miembros de la Nomenklatura que dependían de las inversiones públicas en el sector para mantener su poder e influencia. Las fuerzas armadas soviéticas se convirtieron en las más grandes en función de la cantidad y tipos de armas que poseían, en número de tropas y el tamaño de su complejo militar-industrial. Sin embargo, todas estas ventajas cuantitativas de bloque oriental se veían muchas veces superadas por las ventajas cualitativas de los ejércitos más modernos y tecnológicamente más avanzados del bloque occidental.
La escalada militar que comenzó Reagan no fue seguida de una escalada igual en la Unión Soviética, por falta de recursos económicos. Los gastos militares soviéticos ya se consideraban excesivos, y junto con una economía planificada ineficiente y una agricultura colectivizada poco productiva, eran un lastre muy pesado para el desarrollo de la economía soviética Al mismo tiempo, tanto Arabia Saudí como otros países no-OPEP comenzaron a incrementar su producción, saturando el mercado del petróleo y empujando los precios hacia abajo. Esta bajada de precios afectó gravemente a la Unión Soviética, ya que la exportación de petróleo era su fuente principal de divisas. Los problemas derivados de una economía centralizada, la bajada del precio del crudo y el gasto militar descontrolado condujeron a la economía soviética a una crisis sistémica.

#### Aumento de la capacidad militar estadounidense
Desde 1980, EE. UU. comenzó una escalada militar con el desarrollo de armas como el bombardero Rockwell B-1 Lancer, el misil LGM-118A Peacekeeper, y sobre todo, el desarrollo experimental de la Iniciativa de Defensa Estratégica, conocida como «La Guerra de las Galaxias» que pretendía, mediante unos satélites colocados en la órbita terrestre, tener la capacidad de interceptar los misiles enemigos en pleno vuelo.
La ciudadanía estadounidense todavía guardaba muchos recelos a la intervención militar directa desde el desastre de la guerra de Vietnam. La administración Reagan optó por el uso de tácticas rápidas y de bajo coste para la intervención en los conflictos en el extranjero, como el uso de la contrainsurgencia. Durante 1983, la administración Reagan intervino en la guerra civil libanesa, invadió Granada, bombardeó Libia y apoyó a los Contras, un grupo de paramilitares anticomunistas que buscaban derrocar al gobierno sandinista prosoviético de Nicaragua. Mientras que sus actuaciones en Granada y Libia fueron populares, su apoyo a los contrainsurgentes fue más controvertido, como en el caso del Irán-Contra.
Mientras tanto, los soviéticos seguían aumentando el gasto de sus intervenciones en el extranjero. Aunque Brezhnev afirmaba que la intervención soviética en Afganistán sería breve, las guerrillas musulmanas, con el apoyo de EE. UU., ofrecían una resistencia fiera al invasor. La Unión Soviética llegó a movilizar 100 000 soldados en suelo afgano para sostener su gobierno-marioneta, lo que llevó a muchos observadores a calificar la guerra en Afganistán como «el Vietnam de los soviéticos». La guerra de Afganistán tuvo unas repercusiones peores aún que la de Vietnam para los estadounidenses, pues el conflicto afgano coincidió con un periodo de desintegración interna y crisis económica en el sistema soviético.

### Las reformas de Gorbachov
En el momento en el que el (comparativamente) joven Mijaíl Gorbachov se convirtió en secretario general en 1985, la economía soviética estaba totalmente estancada y sin fondos de divisas extranjeras a causa de la caída de los precios del petróleo de la década de 1980. Esta situación motivó a Gorbachov para buscar nuevas medidas que revivieran la economía y mejoraran la calidad de un Estado enfermo y podrido por la corrupción.
Tras unas reformas cosméticas, Gorbachov llegó a la conclusión de que eran necesarios cambios estructurales profundos, y en junio de 1987 anunció una serie de reformas económicas que se conocieron como la Perestroika (reestructuración). La Perestroika relajó el sistema de producción soviético, permitió la actividad económica privada, y puso las primeras medidas para impulsar la inversión extranjera. Estas medidas pretendía redirigir los recursos del país de los costosos compromisos militares de la Guerra Fría a otras áreas más productivas de los sectores civiles.
A pesar del escepticismo inicial de Occidente, el nuevo líder soviético demostró estar más comprometido con el desarrollo económico de la Unión Soviética que de continuar con una costosa carrera armamentística con EE. UU. Como medida para calmar a la oposición interna, Gorbachov introdujo la glásnost (apertura), que incrementaba la libertad de prensa y la transparencia de las instituciones del Estado. La glásnost intentaba reducir la corrupción que se había instalado en las altas esferas del Partido Comunista y moderar los abusos del Comité Central. La Glásnost también permitía un contacto más intenso de los ciudadanos soviéticos con el mundo occidental-capitalista, particularmente con los Estados Unidos, acelerando el proceso de «détente» entre ambas potencias.

### El deshielo de las relaciones

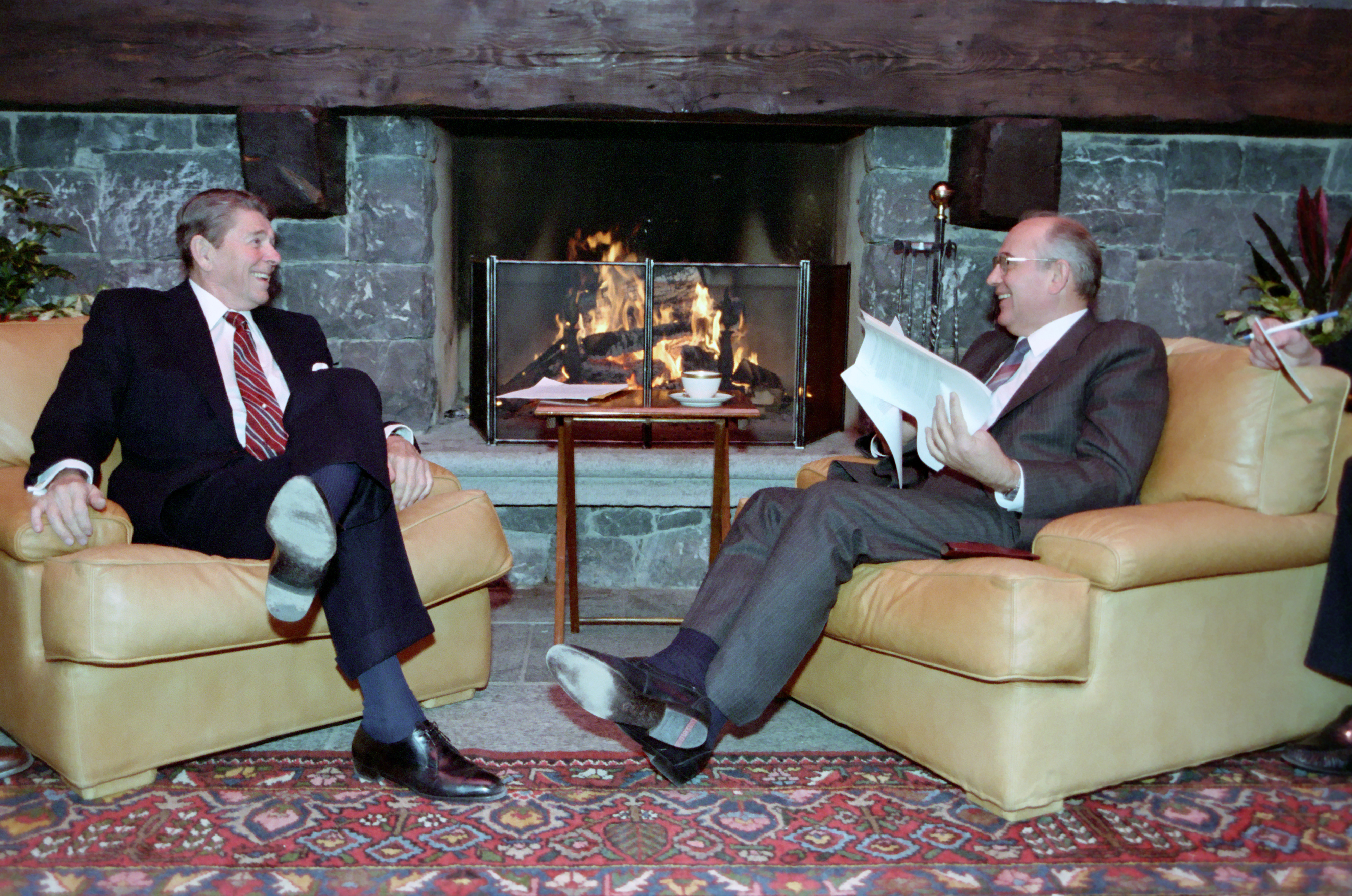
Reagan y Gorbachov, durante la Cumbre de Ginebra.

Como respuesta a las concesiones militares y políticas del Kremlin, Reagan aceptó retomar las conversaciones sobre los asuntos económicos y el replanteamiento de la carrera armamentística. La primera de estas reuniones tuvo lugar en Ginebra, en noviembre de 1985. En la sala de deliberaciones sólo estuvieron presentes ambos mandatarios acompañados de un intérprete. En principio, acordaron reducir el arsenal nuclear de cada país en un 50 %. La segunda reunión tuvo lugar en la Cumbre de Reikiavik. Las conversaciones marchaban por buen camino hasta que se discutió el asunto de la «Guerra de las Galaxias», que Gorbachov quería que se desmantelara, a lo que Reagan se negaba. Las negociaciones fracasaron, pero en una tercera reunión en 1987 se produjo un gran avance con la firma del Tratado INF, que eliminó los misiles balísticos y de crucero nucleares o convencionales, cuyo rango estuviera entre 500 y 5500 kilómetros.
Las tensiones entre Occidente-Oriente iban desapareciendo rápidamente durante la segunda mitad de la década de 1980, hasta llegar a su punto máxima expresión en la cumbre final de Moscú, en 1989, para firmar los acuerdos START I A lo largo de ese año, se hacía más aparente que los soviéticos no podrían mantener los subsidios con los que vendía gas y petróleo a precios bajos a sus aliados, ni soportar el coste de movilizar un gran número de tropas fuera de su frontera. Además, con la proliferación de los misiles intercontinentales, la ventaja estratégica de una defensa basada en «países satélite» era irrelevante; por lo tanto, los soviéticos declararon oficialmente (Doctrina Sinatra) que no volverían a intervenir en los asuntos domésticos de sus aliados en la Europa del Este. Las tropas soviéticas se retiraron de Afganistán y ya en 1990, con el Muro de Berlín ya destruido, Gorbachov firmó el Tratado Dos más Cuatro que consagraba de iure la Reunificación alemana.
El 3 de diciembre de 1989, durante la Cumbre de Malta Gorbachov y el sucesor de Reagan, George H. W. Bush, declararon terminada la Guerra Fría.

## La caída del muro de Berlín y la disolución de la Unión Soviética (1989-1991)

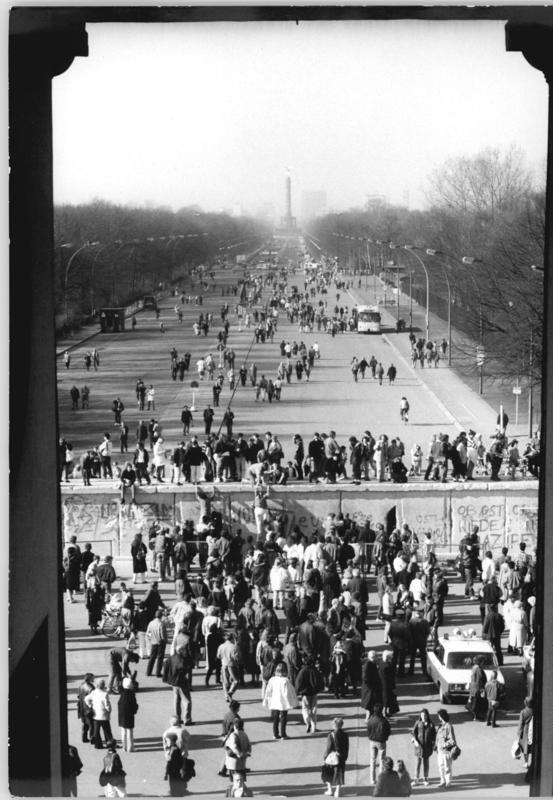
El Muro de Berlín a principios de 1990.

- A lo largo del verano de 1989, una serie de subterfugios legales permitieron a los ciudadanos de Alemania Oriental pasar a la Europa Occidental: la desaparición de controles en la frontera de Hungría con Austria permitía a los ciudadanos de Berlín Este salir como turistas a Hungría, y de allí a Austria.[178] El Gobierno de Alemania Oriental respondió prohibiendo los viajes a Hungría, solamente para encontrarse con que el mismo problema se reproducía en Checoslovaquia, desde donde los ciudadanos pasaba a Hungría y desde allí a Austria.

El 18 de octubre el presidente de Alemania Oriental Erich Honecker dimitía y asumía su cargo Egon Krenz. Mientras tanto, las protestas se sucedían a lo largo de toda Alemania Oriental, hasta llegar a su cénit el 4 de noviembre, cuando medio millón de personas se manifestaron en Alexanderplatz.
Los ciudadanos de Alemania Oriental seguían llegando en oleadas a Checoslovaquia para escapar a través de Hungría y Austria. La administración de Krenz acabó tolerando este subterfugio y finalmente, para facilitar las complicaciones aduaneras que se presentaban, el gobierno de Krenz decidió permitir a los ciudadanos de Berlín Este a salir directamente por los puestos fronterizos hacia Berlín Oeste. La nueva regulación que permitía los viajes privados entre ambas zonas se iba a presentar el 9 de noviembre, y entrarían en efecto al día siguiente.
Günter Schabowski, el portavoz del SED, tenía la tarea de anunciar estos cambios; sin embargo, Schabowski no participó en las conversaciones que dieron forma a la nueva regulación y no estaba enterado de todos los detalles. Poco antes de la rueda de prensa que se daría para anunciar los cambios, se le pasó una nota con los cambios en la regulación, pero sin ofrecerle más información de cómo gestionar la noticia. En realidad, estas nuevas regulaciones se había completado solamente unas horas antes del anuncio, y deberían haber entrado en efecto al día siguiente para poder avisar a los guardas de los puestos fronterizos; pero nadie avisó a Schabowski de este detalle.
Schabowski, por lo tanto, no pudo hacer otra cosa que leer la nota en voz alta. Cuando comenzó el turno de preguntas, uno de los periodistas preguntó cuándo tendrían efecto las mencionadas regulaciones. Tras dudar unos segundos, respondió que la nueva regulación entraba en efecto de manera inmediata, y siguiendo el turno de preguntas, afirmó que las regulaciones afectaban igualmente a los puestos fronterizos de Berlín Oeste, aunque en la nota que se había leído no se hacía referencia ninguna a la ciudad de Berlín.
Los extractos de esta rueda de prensa abrieron los informativos de Alemania Occidental (cuya señal llegaba también a la práctica totalidad de Alemania Oriental) el presentador de uno de los programas de la ARD, Hans Joachim Friedrichs, proclamó: «Este es un día histórico. Alemania Oriental ha anunciado que, con efecto inmediato, las fronteras han sido abiertas. La RDA está abriendo las fronteras... los puestos fronterizos de Berlín están abiertos».
Tras oír la retransmisión, los ossis (ciudadanos de Berlín Este) comenzaron a reunirse en los seis puestos fronterizos a lo largo del Muro de Berlín, exigiendo a los guardias fronterizos que abrieran inmediatamente los puestos de control. Los guardias, sorprendidos y sobrepasados por la situación, comenzaron a llamar frenéticamente a sus superiores. En un principio, se ordenó controlar a las personas «más agresivas» y sellarles el pasaporte de manera que no pudieran volver a entrar a Alemania Oriental (lo que significaba revocarles la ciudadanía). Aun así, miles de personas seguían en los controles fronterizos, exigiendo pasar al otro lado «tal y como Schabowski ha dicho».
Al poco tiempo, estaba claro que ninguna autoridad del Berlín Oriental tomaría la responsabilidad de ordenar el uso de la fuerza letal, de manera que los guardias, superados claramente en número, se vieron impotentes ante las oleadas de ciudadanos. Finalmente, a las 22:45, los guardias cedieron y abrieron los puestos fronterizos dejando pasar a la gente sin apenas control, o directamente, sin pedir siquiera el pasaporte. Mientras transcurría la noche, cientos de personas empezaron a destruir varias zonas del muro fronterizo, lo que dio comienzo a la Caída del Muro de Berlín.
La división de la ciudad acabaría formalmente el 3 de octubre de 1990, culminando con la reunificación alemana.

### La caída de las repúblicas socialistas en Europa del Este
En 1989, el sistema soviético de alianzas estaba al borde del colapso, y sin apoyo militar de la Unión Soviética, los líderes comunistas del Pacto de Varsovia perdieron gran parte de su poder. Organizaciones de base, como el sindicato polaco Solidarność, aumentaron rápidamente su popularidad. En 1989, los gobiernos comunistas de Polonia y Hungría fueron los primeros en comenzar a negociar la organización de unas elecciones libres. En Checoslovaquia y Alemania Oriental las masivas protestas depusieron a los inmóviles líderes comunistas. También cayeron los regímenes de Bulgaria y Rumanía, siendo esta última la única en la que hubo derramamiento de sangre durante el cambio de régimen.

### La ruptura interna de la Unión de Repúblicas Socialistas Soviéticas
Dentro de la Unión Soviética, la nueva política de glásnost acabó por romper los lazos que mantenían a las distintas Repúblicas de la Unión Soviética. La libertad de prensa y la disidencia amparada bajo la glásnost provocó un resurgimiento de la «cuestión nacional» y provocó que varias repúblicas proclamaran su autonomía de los designios de Moscú. En febrero de 1990, meses antes de la disolución total de la Unión Soviética, el Partido Comunista de la Unión Soviética tuvo que ceder el monopolio centralista del poder estatal tras 73 años. Las repúblicas bálticas fueron más allá y proclamaron su independencia total de la Unión Soviética.

### Disolución final de la Unión Soviética
En un principio, la actitud tolerante que Gorbachov tenía hacia los cambios en Europa del Este, no significaba la misma tolerancia hacia los cambios radicales dentro del territorio de la Unión Soviética. La represión soviética que se ejerció en los países bálticos tras la declaración de su independencia, chocaban con la intención del presidente Bush de mantener unas relaciones normalizadas con la Unión Soviética, avisando a Gorbachov de que los lazos comerciales entre ambos países se verían gravemente afectados si la violencia continuaba. Sin embargo, la realidad era que el Estado soviético se desmoronaba inexorablemente, hasta el golpe de gracia que supuso el fallido golpe de agosto de 1991. Un número cada vez mayor de Repúblicas soviéticas manifestaba su intención de independizarse de la Unión Soviética, especialmente la Rusia, lo que hubiese significado el hundimiento total y caótico de la Unión Soviética. El 21 de diciembre de 1991 se producía la disolución de la Unión Soviética firmándose el tratado que creaba la Comunidad de Estados Independientes, que debería ser la heredera legal de la Unión Soviética, en la que cada república sería independiente y libre de unirse, y se mantendría una unión muy laxa en una especie de confederación. La CEI acabó siendo el marco donde, según los líderes rusos, se llevaría a cabo «un divorcio civilizado» de las distintas repúblicas soviéticas.
La Unión de Repúblicas Socialistas Soviéticas, la Unión Soviética, se declaró oficialmente disuelta el 25 de diciembre de 1991.

## La Guerra Fría en otras latitudes

### América Latina
La intervención estadounidense en la Guerra Fría se fraguó a través del apoyo político y económico a gobiernos (en su mayoría de corte militar) que se oponían a los procesos revolucionarios que apuntaban hacia el socialismo. Un ejemplo de esto lo encontramos en Guatemala, cuando por medio de una intervención de la CIA fue derrocado el presidente Jacobo Arbenz en 1954, interrumpiéndose así el proceso democratizador en Guatemala, iniciándose un período de dictaduras militares que duraría hasta 1985 y que sumiría al país en una guerra civil hasta 1996. Otro ejemplo es el de Chile; con el Gobierno de Salvador Allende, la Unidad Popular fue depuesta por el general Augusto Pinochet. En la Argentina la intervención armada de grupos inspirados ya en el comunismo chino, ya —mayoritariamente— en el castrismo o el llamado guevarismo fue abierta y sin ningún ocultamiento, con la acción de Montoneros y el Ejército Revolucionario del Pueblo, entre otros. Fieles a la táctica comunista de ampliar y explotar las diferencias (que por supuesto existían) en la sociedad, captaron inicialmente a una porción del peronismo y comenzaron su acción guerrillera ya desde los años 60. La prosiguieron durante gobiernos militares y durante los gobiernos democráticos de Perón y de su sucesora legal y también durante el gobierno militar comenzado en 1976. Este último, dio inicio al llamado terrorismo de Estado con el que aniquiló militarmente a estos grupos.
Del mismo modo, el intervencionismo del bloque oriental en asuntos más que todo sudamericanos se instauró a través del apoyo a diversos grupos guerrilleros en Bolivia, Colombia, Perú, Brasil y otras naciones centro y sudamericanas. Este proceso se inició con el apoyo soviético al gobierno socialista surgido en Cuba a raíz de la revolución dirigida por Fidel Castro en, quien a su vez dio apoyo a las guerrillas procomunistas así como a gobiernos de ideas afines como el de Allende, Peron o de los sandinistas en Nicaragua.
- 20 de diciembre de 1989: Fin de la dictadura de 21 años desde la época del general Omar Torrijos en Panamá hasta la caída del general Manuel Antonio Noriega con la Invasión estadounidense de Panamá de 1989.

### Sudeste Asiático
(Cronología indicativa):
- 2 de octubre de 1949: El partido comunista chino gana la guerra civil y proclama la República Popular China. Independencia de facto de Taiwán proclamada República de China. Amenaza de un nuevo conflicto neutralizada por la presencia naval estadounidense.
- 25 de junio-agosto de 1950: Ofensiva de las tropas norcoreanas en Corea del Sur.
- 27 de junio de 1950: El presidente estadounidense Truman envía al ejército a socorrer a Corea del Sur después del llamado de la ONU
- Septiembre-octubre de 1950: Contraofensiva estadounidense en Corea
- Noviembre de 1950-enero de 1951: Respuesta de Corea del Norte, apoyada por China.
- Marzo de 1951: El frente se estabiliza.
- 27 de julio de 1953: Las dos Coreas firman un armisticio.
- agosto de 1954-mayo de 1955: Bombardeos intensivos a islas dependientes de Taiwán por China.
- agosto-julio de 1958:Bombardeos intensivos de las islas de Quemoy y Matsu y enfrentamientos navales y aéreos entre la República Popular China y Taiwán; la presencia de la marina estadounidense impide el desembarco de tropas chinas continentales.
- 20 de diciembre de 1960: Creación del Frente Nacional de Liberación de Vietnam del Sur.
- Agosto de 1964: Escaramuzas entre las flotas estadounidense y norvietnamitas en el Golfo de Tonkín.
- Marzo de 1965: Las fuerzas estadounidenses deciden la intervención.
- Enero-febrero de 1968: Los norvietnamitas introducen 70 000 hombres en Vietnam del Sur.
- Mayo de 1968: tienen lugar negociaciones entre las diferentes partes.
- 1971: La República Popular China es admitida en la ONU y obtiene una plaza permanente en el consejo de seguridad, en reemplazo de Taiwán, que es excluido de la organización.
- Febrero de 1972: Visita de Richard Nixon a China Popular.
- 27 de febrero de 1973: Acuerdos de París. Retirada de tropas estadounidenses.
- 17 de abril: Toma de Nom Pen por los Khmers rojos.
- 30 de abril de 1975: Saigón es tomada por los norvietnamitas.
- 25 de abril de 1976: Elección de una asamblea nacional vietnamita.
- junio de 1978: 70 000 soldados vietnamitas ocupan una zona fronteriza en el interior de Camboya.
- 1 de enero de 1979:Estados Unidos reconoce a Pekín como capital de China al mismo tiempo que cierra su embajada en Taipéi.
- 7 de enero de 1979: Toma de Nom Pen por tropas vietnamitas.
- Febrero de 1979: Ofensiva militar china en Vietnam.
- Septiembre de 1989: Retirada de las fuerzas vietnamitas de Camboya.

### Guerra Fría en África
A partir de 1975, las guerrillas comunistas toman el poder en los países recientemente independizados del antiguo imperio colonial portugués en África (Angola y Mozambique). Iniciaron acciones militares contra Sudáfrica con el apoyo del ejército cubano, que devinieron en auténticas batallas, especialmente en Namibia, ocupada por el régimen racista de Sudáfrica (Apartheid). A partir de 1976 en Etiopía, el ejército soviético y las fuerzas cubanas intervinieron contra movimientos opositores a la dictadura de Mengistu Haile Mariam. El ejército francés entabló acciones de desestabilización, como el salvamento de Kolwezi.

## La Guerra Fría en la historiografía occidental
Hay tres períodos definidos en el estudio de la Guerra Fría en Occidente:[cita requerida] tradicionalista, revisionista y postrevisionista. Durante más de una década tras del final de la Segunda Guerra Mundial, pocos historiadores estadounidenses discutieron la interpretación «tradicionalista» acerca del comienzo de la Guerra Fría; la que sostenía que la ruptura de las relaciones fue resultado directo de la violación de Stalin de los acuerdos de Yalta, la imposición de gobiernos adictos a Moscú en la devastada Europa Oriental, la intransigencia soviética y el agresivo expansionismo soviético.
Sin embargo, posteriormente los historiadores revisionistas, especialmente William Appleman Williams en su obra de 1959 The Tragedy of American Diplomacy y Walter LaFeber en su obra America, Russia, and the Cold War, 1945-1966 (1968), señalaron una preocupación pasada por alto: el interés estadounidense en mantener una «puerta abierta» para el comercio estadounidense en los mercados mundiales. Se ha señalado por los revisionistas que la política de contención estadounidense expresada en la Doctrina Truman era equivalente a un intento de culpar al otro. Se indicaba como fecha de inicio de la Guerra Fría a las explosiones nucleares de Hiroshima y Nagasaki, interpretando el uso de armas nucleares por parte de los Estados Unidos como una advertencia (o velada amenaza) dirigida a una Unión Soviética que estaba a punto de entrar en guerra contra el ya derrotado Imperio japonés. Pronto los historiadores perdieron interés en la pregunta sobre el responsable de la ruptura de las relaciones soviético-estadounidenses, para señalar que el conflicto entre las superpotencias era en cierto modo inevitable. Esta aproximación revisionista al fenómeno de la Guerra Fría alcanzó especial auge durante la guerra de Vietnam, en la que muchos observaron a los Estados Unidos y la Unión Soviética como dos imperios moralmente comparables.
En últimos años de la Guerra Fría se hicieron esfuerzos para llegar a una síntesis posrevisionista, y desde el final de la Guerra Fría, la escuela postrevisionista ha llegado a ser predominante. Entre los historiadores postrevisionistas más destacados encontramos a John Lewis Gaddis y Robert Grogin. Más que atribuir la responsabilidad del inicio de la Guerra Fría a alguna de las superpotencias de entonces, los historiadores postrevisionistas se centran en temas como la mutua desconfianza, las mutuas falsas percepciones y reactividades, y las responsabilidades compartidas entre las dos superpotencias. Tomando elementos de la escuela realista de las relaciones internacionales, los historiadores posrevisionistas aceptan la política estadounidense en Europa, como la ayuda a Grecia en 1947 y el Plan Marshall.
De acuerdo con esta síntesis, la actividad comunista no fue el origen de las dificultades en Europa, sino que fue una consecuencia de los destructivos efectos de la guerra en la estructura económica, política y social de Europa. En este contexto, el Plan Marshall reconstruyó un sistema económico capitalista, frustrando el llamamiento político al radicalismo izquierdista.
En Europa Occidental, la ayuda económica terminó con la escasez de divisas y estímulo la inversión privada para la reconstrucción de postguerra. En los Estados Unidos, el plan sacó a la economía de una crisis de superproducción, y mantuvo la demanda por las exportaciones estadounidenses. La OTAN sirvió para integrar a Europa Occidental en una red de pactos de mutua defensa. De este modo, proporcionó salvaguardas contra la subversión, o al menos la neutralidad en bloque. Rechazando la percepción del comunismo como un monolito internacional caracterizado por agresivas alusiones al «mundo libre», la escuela postrevisionista sostiene que la intervención de los Estados Unidos en Europa fue una reacción contra la inestabilidad que amenazaba con alterar el equilibrio de poder en favor de la Unión Soviética, modificando el sistema político y económico occidental.

## Factores latentes de la Guerra Fría
Este periodo vislumbró una guerra estratégica, política y científica. Se dio una disconformidad entre ambas naciones tanto en la creación de nuevas tecnologías y armamento, como en la conquista del espacio exterior. Si bien las condiciones en los tiempos de la Guerra Fría eran otras, la división geopolítica imperante en el mundo dependía del dominio de la extinta Unión Soviética (modelo de referencia para futuros estados socialistas) y Estados Unidos. La actualidad muestra que dicha atribución no está tan marcada como en aquella época, pero los hechos recientes muestran que el fin de la beligerancia dista mucho de ser un caso cerrado. Por otra parte, el fin de la Guerra Fría no resultó en la eliminación del conflicto en el sistema político internacional. En la era contemporánea, existe una tensión bastante pronunciada entre Estados Unidos y potencias revisionistas como China y Rusia.
Está claro que las diplomacias entre Rusia y Estados Unidos se encuentran en una posición delicada, los diferentes movimientos estratégicos dan a pensar que la guerra sigue latente, la tensión entre una nación y otra ha escalado más de la cuenta. El caso de Edward Snowden, la situación en Siria y la crisis de Ucrania han inducido a que las relaciones entre EE. UU. y Rusia comiencen a recordar a los años duros de la Guerra Fría; esperando ese momento que acabe con los años de pactos y negociaciones que han sostenido, pero sus intereses contrastados suelen impedirlo, y eso crea tanto riesgos como oportunidades para terceros.[cita requerida]

### Conflictos regionales durante la Guerra Fría

#### Europa Occidental
- Operación Gladio
- Guerra civil griega
- Bloqueo de Berlín
- Crisis de Berlín de 1961
- Dictadura de los Coroneles
- Mayo de 1968 en Francia
- Anni di piombo
- Masacre de Múnich
- Otoño alemán
- Revolución de los Claveles
- Transición Española
- Metapolítefsi
- Atentado de Lockerbie
- Caída del Muro de Berlín

#### Europa Oriental
- Golpe de Praga
- Incidente del Canal de Corfú
- Sublevación de 1953 en Alemania del Este
- Protestas de Poznań de 1956
- Revolución húngara de 1956
- Incidente del U-2
- Ley Marcial en Polonia
- Primavera de Praga
- Revoluciones de 1989
- Revolución de Terciopelo
- Revolución rumana de 1989
- Intento de golpe de Estado en la Unión Soviética

#### Oriente Medio
- Crisis de Suez
- Revolución egipcia de 1952
- Golpe de Estado en Siria de 1966
- Guerra de los Seis Días
- Guerra de Desgaste
- Septiembre Negro
- Guerra del Yom Kippur
- Guerra civil libanesa
- Incidente de la Gran Mezquita

#### Asia Central y Meridional
- Crisis de Irán de 1946
- Golpe de Estado en Irán de 1953
- Guerra sino-india
- Guerra indo-pakistaní de 1965
- Guerra indo-pakistaní de 1971
- Guerra de Liberación de Bangladés
- Revolución iraní
- Guerra Irán-Irak
- Guerra afgano-soviética

#### Asia Oriental
- Guerra civil china
- Guerra de Corea
- Primera Crisis del Estrecho de Taiwán
- Segunda Crisis del Estrecho de Taiwán
- Levantamiento tibetano de 1959
- Conflicto fronterizo sino-soviético
- Revolución Cultural
- Vuelo 902 de Korean Airlines
- Vuelo 007 de Korean Air
- Protestas de la Plaza de Tian'anmen de 1989
- Revolución democrática de Mongolia

#### Sudeste Asiático y Oceanía
- Operación Masterdom
- Conflicto de Papúa
- Rebelión de Hukbalahap
- Guerra de Indochina
- Emergencia malaya
- Guerra civil de Indonesia
- Guerra civil de Laos
- Guerra de Vietnam
- Guerra civil camboyana
- Guerra camboyano-vietnamita
- Guerra sino-vietnamita
- Revolución EDSA

#### América del Norte, América Central y Antillas
- Revolución cubana
- Golpe de Estado en Guatemala de 1954
- Invasión de Bahía de Cochinos
- Guerra civil de Guatemala
- Crisis de los misiles en Cuba
- Guerra civil dominicana
- Ocupación estadounidense de la República Dominicana
- Guerra sucia en México
- Movimiento de 1968 en México
- Guerra del Fútbol
- Revolución Sandinista (Nicaragua)
- Guerra civil salvadoreña
- Invasión de Granada
- Invasión estadounidense de Panamá de 1989

#### América del Sur
- Guerra civil paraguaya de 1947
- Conflicto armado interno en Colombia

El Bogotazo y parte de La Violencia
- El Carupanazo y El Porteñazo
- Golpe de Estado en Brasil de 1964
- Gobiernos militares en Bolivia (1964-1982)
- Anos de chumbo
- Dictadura militar de Alfredo Stroessner
- Golpe de Estado en Uruguay de 1973
- Golpe de Estado en Chile de 1973
- Golpe de Estado en Argentina de 1976
- Gobierno Revolucionario de la Fuerza Armada
- Resistencia armada en Chile
- Guerra de las Malvinas
- Conflicto armado interno peruano
- Operación Cóndor

#### Norte de África
- Revolución egipcia de 1952
- Guerra de Independencia de Argelia
- Marcha verde
- Golpe de Estado en Libia de 1969
- Guerra del Sahara Occidental
- Conflicto entre Chad y Libia
- Incidente del Golfo de Sirte
- Bombardeo de Libia de 1986

#### África Subsahariana
- Crisis del Congo
- Guerra de Independencia de Angola
- Guerra de Independencia de Guinea-Bisáu
- Guerra civil de Nigeria
- Guerra civil de Rodesia
- Guerra de Independencia de Mozambique
- Guerra de la frontera de Sudáfrica
- Guerra de Ogaden
- Guerra Uganda-Tanzania
- Guerra civil etíope
- Guerra civil angoleña
- Guerra civil mozambiqueña
- Conflicto etíope-somalí
- Revolución somalí